# Personnages de Grey's Anatomy
 (février 2017).
Si vous disposez d'ouvrages ou d'articles de référence ou si vous connaissez des sites web de qualité traitant du thème abordé ici, merci de compléter l'article en donnant les références utiles à sa vérifiabilité et en les liant à la section « Notes et références ».

## Personnages principaux
Légende :  = Principal/e
Légende :  = Récurrent/e
Légende :  = Invité/e
Légende :  = Invité/e spécial/e
| Rôle               | Acteur / Actrice   | Saison | Saison | Saison | Saison | Saison | Saison | Saison | Saison | Saison | Saison | Saison | Saison | Saison                                                                                            | Saison | Saison | Saison                                                                                             | Saison | Saison | Saison                                                                                             | Saison                                                                                            | Saison                                                                                             | Total | Statut   |
| Rôle               | Acteur / Actrice   | 1      | 2      | 3      | 4      | 5      | 6      | 7      | 8      | 9      | 10     | 11     | 12     | 13                                                                                                | 14     | 15     | 16                                                                                                 | 17     | 18     | 19                                                                                                 | 20                                                                                                | 21                                                                                                 | Total | Statut   |
| ------------------ | ------------------ | ------ | ------ | ------ | ------ | ------ | ------ | ------ | ------ | ------ | ------ | ------ | ------ | ------------------------------------------------------------------------------------------------- | ------ | ------ | -------------------------------------------------------------------------------------------------- | ------ | ------ | -------------------------------------------------------------------------------------------------- | ------------------------------------------------------------------------------------------------- | -------------------------------------------------------------------------------------------------- | ----- | -------- |
| Meredith Grey      | Ellen Pompeo       | 9      | 27     | 25     | 17     | 24     | 24     | 22     | 24     | 24     | 24     | 25     | 24     | 23aEllen Pompeo effectue à 2 reprises la voix-off d'épisodes où elle n'apparaît pas physiquement. | 23     | 25     | 21bEllen Pompeo effectue à 1 reprise la voix-off d'un épisode où elle n'apparaît pas physiquement. | 16     | 20     | 19cEllen Pompeo effectue à 11 reprises la voix-off d'épisodes où elle n'apparaît pas physiquement. | 10dEllen Pompeo effectue à 5 reprises la voix-off d'épisodes où elle n'apparaît pas physiquement. | 18cEllen Pompeo effectue à 11 reprises la voix-off d'épisodes où elle n'apparaît pas physiquement. | 444   | Présente |
| Cristina Yang      | Sandra Oh          | 9      | 27     | 25     | 17     | 24     | 24     | 22     | 24     | 24     | 24     |        |        |                                                                                                   |        |        | |        |        | |                                                                                                   | | 220   | Partie   |
| Izzie Stevens      | Katherine Heigl    | 9      | 27     | 25     | 17     | 24     | 7      |        |        |        |        |        |        |                                                                                                   |        |        | |        |        | |                                                                                                   | | 109   | Partie   |
| Alex Karev         | Justin Chambers    | 9      | 27     | 25     | 17     | 24     | 24     | 22     | 24     | 24     | 24     | 24     | 24     | 19                                                                                                | 22     | 23     | 9eJustin Chambers effectue à 1 reprise la voix-off d'un épisode où il n'apparaît pas physiquement. |        |        | |                                                                                                   | | 341   | Parti    |
| George O'Malley    | T. R. Knight       | 9      | 27     | 25     | 17     | 24     |        |        |        |        |        |        |        |                                                                                                   |        |        | | 1      |        | |                                                                                                   | | 103   | Décédé   |
| Miranda Bailey     | Chandra Wilson     | 9      | 26     | 25     | 17     | 24     | 24     | 22     | 24     | 24     | 24     | 24     | 24     | 21                                                                                                | 23     | 23     | 19                                                                                                 | 15     | 19     | 20                                                                                                 | 10                                                                                                | 18                                                                                                 | 435   | Présente |
| Richard Webber     | James Pickens, Jr. | 6      | 27     | 25     | 17     | 24     | 22     | 22     | 24     | 24     | 24     | 23     | 23     | 21                                                                                                | 22     | 24     | 21                                                                                                 | 17     | 19     | 20                                                                                                 | 10                                                                                                | 18                                                                                                 | 433   | Présent  |
| Preston Burke      | Isaiah Washington  | 9      | 27     | 25     |        |        |        |        |        |        | 1      |        |        |                                                                                                   |        |        | |        |        | |                                                                                                   | | 62    | Parti    |
| Derek Shepherd     | Patrick Dempsey    | 9      | 27     | 25     | 17     | 24     | 24     | 22     | 24     | 24     | 24     | 17     |        |                                                                                                   |        |        | | 4      |        | |                                                                                                   | | 241   | Décédé   |
| Addison Montgomery | Kate Walsh         | 1      | 27     | 25     | 1      | 2      | 1      | 1      | 1      |        |        |        |        |                                                                                                   |        |        | |        | 3      | 5                                                                                                  |                                                                                                   | | 67    | Partie   |
| Callie Torres      | Sara Ramírez       |        | 8      | 25     | 17     | 24     | 24     | 22     | 24     | 24     | 24     | 23     | 24     |                                                                                                   |        |        | |        |        | |                                                                                                   | | 240   | Partie   |
| Mark Sloan         | Eric Dane          |        | 1      | 24     | 17     | 24     | 24     | 22     | 24     | 2      |        |        |        |                                                                                                   |        |        | | 1      |        | |                                                                                                   | | 137   | Décédé   |
| Lexie Grey         | Chyler Leigh       |        |        | 2      | 17     | 24     | 24     | 22     | 24     |        |        |        |        |                                                                                                   |        |        | | 1      |        | |                                                                                                   | | 112   | Décédée  |
| Erica Hahn         | Brooke Smith       |        | 3      | 2      | 13     | 7      |        |        |        |        |        |        |        |                                                                                                   |        |        | |        |        | |                                                                                                   | | 25    | Partie   |
| Owen Hunt          | Kevin McKidd       |        |        |        |        | 22     | 24     | 22     | 24     | 24     | 24     | 25     | 23     | 20                                                                                                | 23     | 22     | 17                                                                                                 | 16     | 18     | 19                                                                                                 | 10                                                                                                | 14                                                                                                 | 347   | Présent  |
| Arizona Robbins    | Jessica Capshaw    |        |        |        |        | 12     | 24     | 20     | 24     | 22     | 24     | 23     | 24     | 19                                                                                                | 20     |        | |        |        | | 1                                                                                                 | | 213   | Partie   |
| Teddy Altman       | Kim Raver          |        |        |        |        |        | 15     | 22     | 23     |        |        |        |        |                                                                                                   | 5      | 18     | 15                                                                                                 | 15     | 18     | 19                                                                                                 | 10                                                                                                | 14                                                                                                 | 174   | Présente |
| April Kepner       | Sarah Drew         |        |        |        |        |        | 11     | 22     | 24     | 24     | 24     | 22     | 24     | 19                                                                                                | 22     |        | | 1      | 1      | |                                                                                                   | | 194   | Partie   |
| Jackson Avery      | Jesse Williams     |        |        |        |        |        | 19     | 22     | 24     | 24     | 24     | 22     | 24     | 21                                                                                                | 22     | 21     | 19                                                                                                 | 14     | 1      | 1                                                                                                  |                                                                                                   | 1                                                                                                  | 259   | Parti    |
| Josephine Wilson   | Camilla Luddington |        |        |        |        |        |        |        |        | 22     | 24     | 24     | 24     | 17                                                                                                | 21     | 22     | 18                                                                                                 | 15     | 19     | 19                                                                                                 | 10                                                                                                | 14                                                                                                 | 249   | Présente |
| Shane Ross         | Gaius Charles      |        |        |        |        |        |        |        |        | 23     | 24     |        |        |                                                                                                   |        |        | |        |        | |                                                                                                   | | 47    | Parti    |
| Stephanie Edwards  | Jerrika Hinton     |        |        |        |        |        |        |        |        | 22     | 24     | 24     | 23     | 20                                                                                                |        |        | |        |        | |                                                                                                   | | 113   | Partie   |
| Leah Murphy        | Tessa Ferrer       |        |        |        |        |        |        |        |        | 21     | 24     |        |        | 6                                                                                                 |        |        | |        |        | |                                                                                                   | | 51    | Partie   |
| Amelia Shepherd    | Caterina Scorsone  |        |        |        |        |        |        | 1      | 1      |        | 4      | 24     | 24     | 19                                                                                                | 22     | 24     | 17                                                                                                 | 15     | 20     | 20                                                                                                 | 10                                                                                                | 14                                                                                                 | 215   | Présente |
| Maggie Pierce      | Kelly McCreary     |        |        |        |        |        |        |        |        |        | 2      | 23     | 24     | 20                                                                                                | 22     | 25     | 20                                                                                                 | 16     | 15     | 16                                                                                                 | 1                                                                                                 | | 184   | Partie   |
| Ben Warren         | Jason George       |        |        |        |        |        | 5      | 1      | 8      | 6      | 9      | 14     | 22     | 20                                                                                                | 13     | 8      | 10                                                                                                 | 6      | 6      | 8                                                                                                  | 4                                                                                                 | 14                                                                                                 | 154   | Présent  |
| Nathan Riggs       | Martin Henderson   |        |        |        |        |        |        |        |        |        |        |        | 19     | 21                                                                                                | 5      |        | |        |        | |                                                                                                   | | 45    | Parti    |
| Andrew DeLuca      | Giacomo Gianniotti |        |        |        |        |        |        |        |        |        |        | 2      | 21     | 18                                                                                                | 20     | 22     | 17                                                                                                 | 9      |        | |                                                                                                   | | 109   | Décédé   |
| Thomas Koracick    | Greg Germann       |        |        |        |        |        |        |        |        |        |        |        |        |                                                                                                   | 7      | 15     | 16                                                                                                 | 14     | 2      | 1                                                                                                  |                                                                                                   | 1                                                                                                  | 58    | Parti    |
| Levi Schmitt       | Jake Borelli       |        |        |        |        |        |        |        |        |        |        |        |        |                                                                                                   | 18     | 20     | 17                                                                                                 | 15     | 17     | 19                                                                                                 | 10                                                                                                | 8                                                                                                  | 124   | Parti    |
| Atticus Lincoln    | Chris Carmack      |        |        |        |        |        |        |        |        |        |        |        |        |                                                                                                   |        | 20     | 17                                                                                                 | 12     | 17     | 19                                                                                                 | 10                                                                                                | 14                                                                                                 | 109   | Présent  |
| Cormac Hayes       | Richard Flood      |        |        |        |        |        |        |        |        |        |        |        |        |                                                                                                   |        |        | 9                                                                                                  | 12     | 9      | |                                                                                                   | | 30    | Parti    |
| Winston Ndugu      | Anthony Hill       |        |        |        |        |        |        |        |        |        |        |        |        |                                                                                                   |        |        | 1                                                                                                  | 13     | 18     | 18                                                                                                 | 10                                                                                                | 18                                                                                                 | 78    | Présent  |
| Nick Marsh         | Scott Speedman     |        |        |        |        |        |        |        |        |        |        |        |        |                                                                                                   | 1      |        | |        | 17     | 11                                                                                                 | 4                                                                                                 | 5                                                                                                  | 38    | Présent  |
| Simone Griffin     | Alexis Floyd       |        |        |        |        |        |        |        |        |        |        |        |        |                                                                                                   |        |        | |        |        | 20                                                                                                 | 10                                                                                                | 18                                                                                                 | 48    | Présente |
| Daniel Kwan        | Harry Shum Jr.     |        |        |        |        |        |        |        |        |        |        |        |        |                                                                                                   |        |        | |        |        | 20                                                                                                 | 10                                                                                                | 18                                                                                                 | 48    | Présent  |
| Jules Millin       | Adelaide Kane      |        |        |        |        |        |        |        |        |        |        |        |        |                                                                                                   |        |        | |        |        | 20                                                                                                 | 10                                                                                                | 18                                                                                                 | 48    | Présente |
| Mika Yasuda        | Midori Francis     |        |        |        |        |        |        |        |        |        |        |        |        |                                                                                                   |        |        | |        |        | 20                                                                                                 | 10                                                                                                | 7                                                                                                  | 37    | Partie   |
| Lucas Adams        | Niko Terho         |        |        |        |        |        |        |        |        |        |        |        |        |                                                                                                   |        |        | |        |        | 20                                                                                                 | 10                                                                                                | 18                                                                                                 | 48    | Présent  |

Notes :
- a : Ellen Pompeo effectue à 2 reprises la voix-off d'épisodes où elle n'apparaît pas physiquement. (Saison 13)
- b : Ellen Pompeo effectue à 1 reprise la voix-off d'un épisode où elle n'apparaît pas physiquement. (Saison 16)
- c : Ellen Pompeo effectue à 11 reprises la voix-off d'épisodes où elle n'apparaît pas physiquement. (Saison 19 + Saison 21)
- d : Ellen Pompeo effectue à 5 reprises la voix-off d'épisodes où elle n'apparaît pas physiquement. (Saison 20)
- e : Justin Chambers effectue à 1 reprise la voix-off d'un épisode où il n'apparaît pas physiquement. (Saison 16)

NB: Pour bien comprendre les tableaux ci-dessous voici quelques informations. De plus amples renseignements sont disponibles en cliquant sur le nom du personnage souhaité ci-dessous. Le poste actuel ou le dernier poste occupé par le personnage est signalé en gras. Les anciens postes sont signalés en italique. L'ensemble des informations sont basées sur les épisodes allant de la saison 1 jusqu'au dernier épisode de la saison 16.

### Chefs de chirurgie
La liste suivante ne contient que les chefs de chirurgie qui travaillent et/ou ont travaillé au Grey Sloan Memorial Hospital et/ou au Seattle Grace Hospital et/ou au Seattle Grace Mercy West Hospital.

#### Chef de chirurgie actuel
- Dr Miranda Bailey (depuis la saison 12)

| Nom | Acteur/Actrice | Profession actuelle au Grey Sloan (et ancienne profession) | Image |  |
| --- | -------------- | --- | ----- |  |
| Miranda Bailey | Chandra Wilson | Titulaire en chirurgie générale, Membre du conseil d'administration de l’hôpital, Ancienne Chef de chirurgie, Ancienne chef de chirurgie générale, Ancienne chef des résidents |       |  |
| Résidente en chirurgie générale au Seattle Grace Hospital, Miranda Bailey donne tout d'abord une impression de froideur dominatrice, ce qui lui vaut le surnom de « The Nazi » en version originale ( « Le Tyran » en version française). Cependant, son comportement s'est depuis adouci et elle a développé une attitude maternelle à l'égard des résidents de l'hôpital. Elle divorce au cours de la saison 5 et refuse une bourse en chirurgie pédiatrique car elle va devenir mère célibataire et ne peut pas élever son enfant après de longues heures de travail en tant que boursière en pédiatrie. Après avoir eu une relation de courte durée avec un infirmier, Eli, elle fréquente l’anesthésiste Ben Warren, qu’elle épouse par la suite. Dans la saison 9, Bailey découvre qu'elle souffre d'un trouble obsessionnel compulsif (TOC), et est forcée de travailler avec une psychologue pour l'aider à contrôler sa maladie. Finalement, Bailey décide de prendre un médicament qui l'aidera à contrôler ce trouble. Dans la saison 12, Bailey est nommée chef du service de chirurgie, ce qui fait d'elle la première femme chef de l’histoire de l’hôpital. Au cours de la saison 14, elle a une crise cardiaque en raison du stress qu'elle subit, notamment à cause du piratage de l'hôpital et du troisième changement de carrière de Ben qui a décidé de devenir pompier à la Station 19. Dans la saison 15, Bailey prend un congé sabbatique de son poste de chef du service de chirurgie et demande à prendre une pause dans son mariage avec Ben, bien qu'ils se réconcilient finalement. |                | |       |  |
| |                | |       |  |

#### Anciens chefs de chirurgie
- Dr Meredith Grey (ancienne chef de chirurgie par intérim au Grey Sloan Memorial Hospital)
- Dr Miranda Bailey (ancienne chef de chirurgie au Grey Sloan Memorial Hospital)
- Dr Alex Karev (ancien chef de chirurgie par intérim au Grey Sloan Memorial Hospital et ancien chef de chirurgie au Pacific Northwest General Hospital)
- Dr Owen Hunt (ancien chef de chirurgie au Seattle Grace Mercy West Hospital et au Grey Sloan Memorial Hospital)
- Dr Richard Webber (ancien chef de chirurgie au Seattle Grace Hospital, Seattle Grace Mercy West Hospital, et ancien chef de chirurgie par intérim au Grey Sloan Memorial Hospital)
- Dr Derek Shepherd (ancien chef de chirurgie au Seattle Grace Mercy West Hospital)
- Dr Mark Sloan (ancien chef de chirurgie par intérim au Seattle Grace Mercy West Hospital)
- Dr Preston Burke (ancien chef de chirurgie par intérim au Seattle Grace Hospital)

| Nom | Acteur/Actrice     | Profession actuelle au Grey Sloan (et ancienne profession) | Image |  |
| --- | ------------------ | --- | ----- |  |
| Alex Karev | Justin Chambers    | Ancien Titulaire en chirurgie pédiatrique, Ancien chef de la chirurgie à Pac-North, Ancien actionnaire du Grey Sloan, Ancien titulaire en chirurgie pédiatrique au Grey Sloan, Ancien chef de chirurgie pédiatrique au Grey Sloan, Ancien chef de chirurgie du Grey Sloan par intérim |       |  |
| Alex Karev connait une série de relations malheureuses au cours de sa vie, à commencer par sa mère. Très tôt, il a dû la défendre, ainsi que ses frères et sœurs, contre un père violent, puis plus tard s’occuper d’elle quand elle souffrait de schizophrénie. Après l'accident du ferry, il sort avec une patiente, Ava, rescapée de celui-ci. Cependant, son instabilité mentale met à rude épreuve leur relation et Alex, une fois de plus, assume le rôle de protecteur avant l'admission d'Ava dans un hôpital psychiatrique. Il entame ensuite une relation avec Izzie Stevens avec qui il se marie, mais Izzie demande le divorce après son renvoi du Seattle Grace. Dans l'épisode final de la saison 8, il est censé prendre l'avion avec d'autres chirurgiens pour effectuer une procédure au Boise Memorial. Cependant, après qu’il a annoncé à Arizona Robbins son intention de prendre un poste en chirurgie pédiatrique à l’hôpital Johns Hopkins, elle prend sa place dans l'avion par colère. Lors du premier épisode de la saison 9, il est supposé quitter le Seattle Grace après avoir été accepté. Mais à la suite de l'accident d'avion et après avoir réalisé les changements radicaux qui se produiront s'il part en l'absence d'Arizona (en raison de l’embauche d’un nouveau chef du service de chirurgie pédiatrique), il change d’avis et reste au Seattle Grace. Dans le finale de la saison 9, il entame une relation avec l'interne en chirurgie Jo Wilson. Dans la saison 10, il termine sa résidence et va travailler pour le Dr Lebackes dans un cabinet privé, ce qui lui permet de gagner un salaire substantiel. Cependant, après avoir été viré lorsque Lebackes découvre qu'il est prêt à occuper un poste au conseil d'administration du Grey Sloan, il retourne là-bas en tant que chirurgien pédiatrique. Lui et Jo commencent à avoir des problèmes dans leur relation, ce qui ne fait qu'empirer quand elle refuse sa demande en mariage. Dans le final de la saison 12, il rentre chez lui et découvre Jo saoûle avec Andrew DeLuca et suppose que DeLuca essaye de profiter d'elle, ce qui conduit Alex à le frapper. Alex est alors accusé de crime, mais Andrew finit par abandonner les poursuites. Jo a du mal à faire confiance à Alex et craint son incapacité à contrôler sa colère, mais ils se retrouvent au début de la saison 14 lorsqu'il prouve qu'il ne sera jamais violent avec elle en n'attaquant pas l'ex-mari violent de Jo. Dans le final de la saison 14, Alex et Jo se marient puis Alex est nommé chef par intérim de la chirurgie. À la fin de la saison 15, Bailey le vire après qu'il a couvert Meredith qui a commis une fraude à l'assurance. |                    | |       |  |
| |                    | |       |  |
| Owen Hunt | Kevin McKidd       | Chef de chirurgie traumatologique,Titulaire en chirurgie traumatologique, Ancien chef de chirurgie au Grey Sloan, Ancien chef de chirurgie au SGMW Hospital, Ancien major de 2de classe et chirurgien traumatologique dans l'armée                                                    |       |  |
| Nouveau venu, il apparaît lors du premier épisode de la saison 5 mais ne devient un personnage récurrent qu'à partir de l'épisode 6. C'est un médecin militaire à qui le Dr Webber propose un poste après avoir constaté ses grandes capacités professionnelles. Dès le premier épisode, un baiser est échangé entre le Dr Hunt et Cristina Yang. Leur relation se poursuit malgré le traumatisme d'Owen causé par la guerre et malgré la venue à l'hôpital d'une amie, le Dr Teddy Altman, pour laquelle il avait/a des sentiments. Après de nombreuses péripéties, il se marie avec Cristina Yang. Cependant, leur couple aura de sérieux problèmes car Cristina apprend qu'elle est enceinte et décide de ne pas garder cet enfant, au grand désespoir d'Owen qui rêve de fonder une famille. Il l'accompagne pour l'avortement, mais à partir de là, leur relation commencera à se dégrader. Il la trompe un soir alors qu'il est saoul. Lors du crash, il se fait un sang d'encre pour elle. À son retour chez elle, il prendra soin d'elle mais ils décident de se séparer : il reste chef de chirurgie à l'hôpital et elle s'en va dans un autre hôpital. Mais elle reviendra à Seattle et retrouvera sa place. Owen et elle divorceront mais se remettront ensemble. Elle le quitte définitivement lors de son départ pour Zurich pour un nouveau travail. Durant la saison 11, il a une relation amoureuse compliquée avec Amelia Shepherd avec qui il se marie finalement. Dans la saison 14 Owen retrouve sa sœur Meghan qui avait été kidnappée il y a plusieurs années sur le champ de bataille. Il se sépare d'Amelia après que celle-ci découvre qu'elle a une tumeur au cerveau qui influençait ses actes depuis 10 ans, notamment la décision d'épouser Owen. Cependant Amelia et lui restent très amis et elle lui conseille de rendre visite à Teddy. Ainsi Owen part en Allemagne dire à Teddy qu'il l’aime mais après des relations sexuelles, ils se disputent au sujet de leur avenir et il revient à Seattle et adopte un bébé de 6 mois prénommé Leo. A la fin de la saison 14, on apprend que Teddy est enceinte et qu'il est le père. Durant la saison 15, lorsque Amelia apprend qu'Owen est le père de l'enfant qu'attend Teddy, elle décide de divorcer. À la fin de la saison, Owen se rend compte qu'il est amoureux de Teddy et lui dit au moment où elle donne naissance à leur fille, Allison. |                    | |       |  |
| |                    | |       |  |
| Derek Shepherd | Patrick Dempsey    | Ancien Titulaire en neurochirurgie, Ancien chef du service de neurochirurgie, Ancien membre du conseil d'administration de l'hôpital, Ancien chef de chirurgie du SGMW Hospital, Ancien directeur de recherche sur la cartographie cérébrale                                          |       |  |
| En tant que chef de la neurochirurgie, Derek Shepherd a reçu le surnom de «Dr Mamour » ( « McDreamy» en version originale) de la part du personnel féminin du Seattle Grace. En tant que personnage principal, il est connu pour sa vie amoureuse complexe. Il a d'abord déménagé de New York à Seattle pour s'éloigner de son ex-épouse, Addison Montgomery, dont il a découvert qu'elle entretenait une liaison avec son meilleur ami, Mark Sloan. Il entame par la suite une longue relation amoureuse avec Meredith Grey, qui aboutie à leur mariage durant la saison 5. Il prend la relève en tant que chef de la chirurgie après avoir parlé du problème d’alcool de Richard Webber au conseil d’administration de l’hôpital. Il démissionne après avoir failli mourir pendant la fusillade dans l'hôpital, après quoi Webber est réintégré. Lui et Meredith adoptent une orpheline nommée Zola venue d’Afrique au début de la saison 8, malgré des difficultés initiales avec le processus d’adoption. Après avoir survécu au crash de l'avion lors du final de la saison 8, sa sœur fait don d'un nerf pour réparer sa main blessée. Bien que Meredith et lui luttent contre des problèmes de fertilité, Meredith donne naissance à leur fils, Bailey, lors de la fin de la saison 9. Dans la saison 10, Derek commence à travailler avec le président sur un projet de cartographie du cerveau, utilisant la technologie créée par lui et Callie. Il veut déménager à Washington avec sa famille, mais Meredith ne veut pas quitter Seattle. Cela crée des tensions dans leur mariage et la décision de Derek de partir pour DC sans Meredith ne fait qu'aggraver les choses. Finalement, Derek décide de prendre du recul par rapport à son projet de cartographie cérébrale et se réconcilie avec Meredith. Peu de temps après, il meurt d'une blessure à la tête après que sa voiture eut été fracassé par un camion à la fin de la saison 11. |                    | |       |  |
| |                    | |       |  |
| Richard Webber | James Pickens, Jr. | Titulaire en chirurgie générale, Médecin Chef de la Fondation Catherine Fox Membre du conseil d'administration de l'hôpital, Actionnaire du Grey Sloan, Ancien directeur du programme de résidence, Ancien chef du service de chirurgie                                               |       |  |
| Figure d'autorité et chef de chirurgie de longue date du Seattle Grace, Richard Webber a eu un passé difficile caractérisé par l'alcoolisme. Ses relations avec Meredith Grey sont parfois instables, car il a eu une liaison avec sa mère, Ellis Grey. Richard a eu du mal à gérer les finances de l’hôpital Seattle Grace et a du finalement fusionné l’hôpital avec l’hôpital Mercy West. La fusion lui a causé beaucoup de stress, a mis sa relation avec Derek Shepherd à rude épreuve et a finalement contribué à l’effondrement de sa sobriété. Il quitte le poste de chef de chirurgie durant la saison 8 après avoir été accusé d'avoir altéré l'essai clinique de Derek (alors qu'il s'agit de Meredith qui voulait aider l'épouse de Richard, Adele); parce qu'il a été chef pendant longtemps, les médecins l'appellent toujours «chef». En dehors de l'hôpital, Richard fait face à des problèmes conjugaux avec son épouse, Adele, qui déclare plus tard la maladie d'Alzheimer et en meurt. Quand Adele ne le reconnaît plus, Richard entame une relation avec Catherine Avery, avec qui il se marie à la fin de la saison 11. Bien qu'ils aient leurs propres problèmes, ils finissent par se réconcilier et sont plus forts que jamais. À la fin de la saison 10, Richard rencontre Maggie Pierce, qui se révèle être la fille cachée qu'il a eue avec Ellis Grey. Il est licencié à l'issue de la saison 15 après avoir tenté de défendre Meredith Grey contre la fraude à l'assurance qu'elle a effectué. |                    | |       |  |
| |                    | |       |  |

### Chefs de département
La liste suivante ne contient que les chefs de service qui travaillent au Grey Sloan Memorial Hospital et/ou qui ont travaillé au Seattle Grace Hospital et/ou au Seattle Grace Mercy West Hospital.

#### Chefs de département actuels
- Dr Teddy Altman (Cheffe de chirurgie)
- Dr Richard Webber (Médecin Chef de la Fondation FOX)
- Dr Nick Marsh (Directeur du programme de l’internat)
- Dr Miranda Bailey (Cheffe de chirurgie générale)
- Dr Winston Ndugu (Chef de chirurgie cardiothoracique)
- Dr Amelia Shepherd (Cheffe de la neurochirurgie)
- Dr Atticus Lincoln (Chef de la chirurgie orthopédique)
- Dr Owen Hunt (Chef de la traumatologie)
- Dr Michelle Lin (Cheffe de la chirurgie plastique-ORL)
- Dr Jennifer Stanley (Cheffe de la pathologie)
- Dr Tim Redmond (Chef de la dermatologie)
- Dr Don Heller (Chef de l'anesthésiologie)
- Dr Rob Stanton (Chef de la radiologie)
- Dr Carina DeLuca (Cheffe de l'obstétrique-gynécologique)

| Nom | Acteur/Actrice    | Profession actuelle au Grey Sloan (et ancienne profession) | Image |
| --- | ----------------- | --- | ----- |
| Meredith Grey | Ellen Pompeo      | Ancienne Cheffe de la Chirurgie , Ancienne Cheffe de la Chirurgie Générale, Membre du conseil d'administration de l'hôpital, Actionnaire du Grey Sloan, Titulaire en Chirurgie Générale |       |
| Meredith Grey est la protagoniste principale de la série et narratrice de la majorité des épisodes. Elle commence la série en tant qu'interne et a depuis progressé dans son parcours médical. Elle est allée à la Geisel School of Medicine du Dartmouth College après avoir voyagé en Europe avec son ancienne meilleure amie, Sadie. Elle est la meilleure amie de Cristina Yang. Après une longue histoire d'amour, elle épouse le neurochirurgien Derek Shepherd dans la saison 5. Le jour de la fusillade dans le final de la saison 6, elle découvre qu'elle est enceinte, mais quelques heures plus tard, elle fait une fausse couche à cause du stress. Elle apprend plus tard qu'elle a un « utérus hostile » et commence à prendre des injections pour la fertilité. Quand ils échouent, Meredith et Derek adoptent Zola, une orpheline venue d'Afrique pour être opérée. Dans la saison 9, après le crash de l'avion qui a tué sa sœur cadette, Lexie Grey, Meredith devient titulaire en chirurgien générale et reçoit le surnom de « Medusa » auprès de ses internes et résidents. Son fils, Bailey, est né dans le final de la saison 9 lors de la tempête qui plonge l'hôpital dans le noir. Bailey l'opère et procède à une césarienne et effectue une opération abdominale majeure après la chute de Meredith quelques heures plus tôt. Dans le dernier épisode de la saison 10, elle fait ses adieux à Cristina, son âme-sœur, qui part à Zurich. Avant de se dire au revoir, Cristina rappelle à Meredith qu'elle ne devrait pas laisser la carrière de Derek entraver la sienne. Dans la saison 11, Meredith fait face à son mariage qui connait quelques turbulences à la suite de la décision de Derek de travailler pour le président à Washington, mais aussi de l'arrivée de son autre demi-sœur, Maggie Pierce dont elle ignorait l'existence. Après la mort de Derek à la fin de la saison 11, Meredith fuit en Californie pendant un an, où elle donne naissance à leur fille, qu’elle a baptisée Ellis en l'honneur de sa mère décédée. Dans la saison 12, Meredith retourne à Seattle et est nommée chef de la chirurgie générale par la nouvelle chef de chirurgie, Miranda Bailey. Du côté sentimental, Meredith tente d'aller de l'avant en fréquentant William Thorpe, un chirurgien d'un autre hôpital, mais a du mal à oublier Derek. Elle est enfin en mesure de faire un pas de plus avec Nathan Riggs. Les deux commencent une relation mais la romance prend vite fin après la découverte de la fiancée disparue de Nathan: Megan. Meredith remporte le prix Harper Avery dans la saison 14 après avoir effectué une transplantation révolutionnaire de la paroi abdominale sur Megan. Dans la saison 15, elle commence une relation avec Andrew DeLuca, un interne, après qu'ils se sont embrassés au mariage d'Alex et de Jo. Elle est renvoyée de l'hôpital à la fin de la saison 15 pour avoir commis une fraude à l'assurance mais est réengagée par le docteur Bailey peu de temps après son audience par le conseil de l'ordre des médecins. Elle se sépare du Dr. DeLuca lorsque ce dernier commence à présenter des signes de troubles bipolaire. |                   | |       |
| |                   | |       |
| Theodora "Teddy" Altman | Kim Raver         | Cheffe de la chirurgie , Titulaire en chirurgie cardio-thoracique, Ancienne Co-chef de chirurgie cardiothoracique Ancienne chef de chirurgie traumatologique Ancienne chef de service à MEDCOM, Ancienne chef de chirurgie cardiothoracique Ancienne chirurgienne cardio-thoracique dans l'armée |       |
| Teddy Altman assume le poste de chef du service de chirurgie cardiothoracique à l’hôpital Seattle Grace Mercy West au cours de la saison 6. Auparavant, elle a déjà servi en Irak avec Owen Hunt. Même si elle est une chirurgienne qualifiée, ses méthodes d’enseignement peuvent paraître peu orthodoxes. Son arrivée au Seattle Grace, suivie de sa déclaration d'amour à Owen, provoque des frictions entre Owen et sa petite amie, Cristina Yang. Dans la saison 8, Teddy épouse Henry, un patient hospitalisé, afin qu'il puisse obtenir une assurance, et ils finissent par tomber amoureux. Leur relation s'achève tragiquement lorsque Henry meurt pendant que Cristina l'opère. Au fil du temps, une amitié se développe entre Teddy et Cristina. Lorsque Owen découvre que Teddy se voit proposer un emploi au MEDCOM, mais qu’elle refuse, parce qu’elle veut être là pour lui, il la vire pour qu’elle soit obligée d'aller au MEDCOM. Teddy revient dans la saison 14 pour être là pour Owen après la réapparition de sa sœur Megan. Dans le dernier épisode de la saison 14, Teddy arrive à Seattle en espérant être embauchée comme chirurgienne cardio-thoracique par le Dr Bailey, cependant Miranda Bailey lui propose le poste de chef de chirurgie par intérim, ce qu'elle accepte. Cette décision de retourner à Seattle fait suite à la grossesse de Teddy. Durant la saison 15, elle annonce à Owen qu'elle est enceinte de son bébé et accepte de l'élever avec lui en tant qu'amis. Elle entame alors une relation avec Tom Koracick après avoir flirté avec lui. À la fin de la saison 15, elle réalise qu’elle est toujours amoureuse d’Owen et ce sentiment est réciproque. Owen lui dit qu'il l'aime quand elle donne naissance à leur fille Allison. Au début de la saison 16, elle revient travailler au poste de Chef de la traumatologie, reprenant le poste d'Owen à la suite de son départ. Par la suite, ils se fiancent mais elle le trompe avec Tom Koracick avec qui elle reprend une liaison, qu'Owen découvre le jour de leur mariage. |                   | |       |
| |                   | |       |
| Margaret "Maggie" Pierce | Kelly McCreary    | Titulaire en chirurgie cardiothoracique Ancienne Co-chef de chirurgie cardiothoracique, |       |
| Maggie Pierce arrive à la fin de la saison 10 en tant que nouvelle chef de chirurgie cardiothoracique. Elle partage avec Richard Webber, son père biologique, l'identité de sa mère biologique qui est Ellis Grey. Au début de la saison 11, Maggie informe Meredith qu’elles sont sœurs. Bien que Meredith soit hostile envers elle à propos de la situation, elle l’accueille finalement dans la famille. Après la mort de Derek, Maggie emménage chez Meredith, accompagnée de la belle-sœur de Meredith, Amelia Shepherd. Maggie commence alors une relation avec Andrew DeLuca, un interne au Grey Sloan, mais cela se termine au milieu de la saison 12; elle porte ensuite son intérêt sur Nathan Riggs, mais il n'est pas disponible en raison de sa relation amoureuse avec Meredith. Dans la saison 13, Maggie souffre de la perte de sa mère d'un cancer du sein. Dans la saison 14, Maggie commence à sortir avec le docteur Jackson Avery mais ils se séparent au début de la saison 16. À la suite du décès d'un patient, elle démissionne de son poste mais après une discussion avec le Dr. Webber elle demande à reprendre son poste, qu'elle partage avec le Dr. Altman. |                   | |       |
| |                   | |       |
| Amelia Shepherd | Caterina Scorsone | Chef de neurochirurgie, Titulaire en neurochirurgie, Ancienne neurochirurgienne au Seaside Health and Wellness, * Ancienne neurochirurgienne à l'Hôpital Saint Ambroise * |       |
| Amelia Shepherd est la plus jeune sœur de Derek Shepherd. Comme son frère, elle est également neurochirurgienne. Au départ, Amelia et Derek n’ont pas les meilleures relations en raison de ses antécédents de toxicomane et de la concurrence liée à leur spécialité, mais ils finissent par apprendre à travailler ensemble, même lorsque Amelia prend le poste de chef de la neurochirurgie de Derek. Après la mort de Derek dans la saison 11, Amelia emménage chez sa belle-sœur, Meredith Grey, bien qu’il y ait des non-dits notamment concernant le fait que Meredith n'ait pas appelé Amelia avant de débrancher Derek. Amelia épouse Owen Hunt dans le final de la saison 12, mais leur mariage est difficile et aboutit finalement à un divorce. Au début de la saison 14, Amelia découvre qu'elle a une tumeur qui affecte son jugement depuis 10 ans. Elle est enlevée par son ancien professeur de l'Université Johns Hopkins: Tom Koracick, avec qui elle commence à coucher. Vers la fin de la saison, Amelia accueille une adolescente sans abri et toxicomane, Betty, qui vient d'abandonner son bébé et qu'Owen est en train d'adopter. Au début de la saison 15, Amelia retrouve Owen, mais ils se séparent à nouveau lorsque Betty retourne chez elle avec ses parents. Amelia commence alors à sortir avec Link, le nouveau chef du service de chirurgie orthopédique. Au cours de la saison 16, elle apprend qu'elle est enceinte et elle donne naissance à leur fils Scout dans le dernier épisode. * Ces postes sont occupés par Amelia Shepherd dans la série dérivée : Private Practice. |                   | |       |
| |                   | |       |
| Atticus "Link" Lincoln | Chris Carmack     | Chef de chirurgie orthopédique, Titulaire en chirurgie orthopédique |       |
| Atticus Lincoln, dit "Link", est introduit dans la saison 15 en tant que nouveau chef du service de chirurgie orthopédique. Son passé d'enfant cancéreux l'a poussé à devenir chirurgien, bien qu'il ait brièvement abandonné son travail lorsqu'il a prescrit des opioïdes à un patient qui décéda à la suite d'une dépendance. Il a connu Jo Karev pendant leur jeunesse et il renoue son amitié avec elle quand il commence à travailler au Grey-Sloan. Après avoir flirté avec Meredith Grey, il commence finalement à sortir avec Amelia Shepherd vers la fin de la saison 15. Au cours de la saison suivante, il apprend qu'elle est enceinte et ils décident d'élever ensemble cet enfant. Amelia accouche de son fils Scout dans le dernier épisode. |                   | |       |
| |                   | |       |

#### Anciens chefs de département
- Dr Tom Koracik (ancien médecin chef de la Fondation FOX)
- Dr Richard Webber (ancien directeur du programme de l’internat)
- Dr Eliza Minnick (ancienne directrice du programme de l’internat)
- Dr Tom Koracik (ancien directeur du programme de l’internat par intérim)
- Dr Meredith Grey (ancienne directrice du programme de l’internat)
- Dr Preston Burke (ancien chef de la chirurgie cardiothoracique)
- Dr Erica Hahn (ancienne chef de la chirurgie cardiothoracique)
- Dr Jeff Russell (ancien chef de la chirurgie cardiothoracique)
- Dr Teddy Altman (ancienne chef de la chirurgie cardiothoracique)
- Dr Margaret Pierce (ancienne chef de la chirurgie cardiothoracique)
- Dr Addison Montgomery (ancienne chef de la chirurgie néonatale, ancienne chef de chirurgie obstétrique et gynécologique, des soins fœto-maternelle et de la génétique médicale)
- Dr T. Thomas (ancien chef d'obstétrique et de gynécologie)
- Dr Kate Lachmann (ancienne chef d'obstétrique et de gynécologie)
- Dr Nicole Herman (ancienne chef de la chirurgie fœtale)
- Dr Arizona Robbins (ancienne chef de chirurgie fœtale & de la chirurgie pédiatrique)
- Dr Mark Sloan (ancien chef de la chirurgie plastique-ORL)
- Dr Jackson Avery (ancien chef de la chirurgie plastique et ORL)
- Dr Jim Nelson (ancien chef intérimaire de neurochirurgie)
- Dr Derek Shepherd (ancien chef de la neurochirurgie)
- Dr Teddy Altman (ancienne chef de la chirurgie traumatologique)
- Dr Chang (ancien chef de la chirurgie orthopédique)
- Dr Callie Torres (ancienne chef de la chirurgie orthopédique)
- Dr April Kepner (ancienne chef par intérim de chirurgie générale)
- Dr Richard Webber  (ancien chef de chirurgie générale)
- Dr Meredith Grey  (ancienne chef de chirurgie générale)
- Dr Robert Stark (ancien chef de chirurgie pédiatrique)
- Dr Jordan Kenly (ancien chef de la chirurgie pédiatrique)
- Dr Alex Karev (ancien chef de la chirurgie pédiatrique)
- Dr Cormac Hayes (ancien chef de la chirurgie pédiatrique)

| Nom | Acteur/Actrice    | Profession actuelle (et ancienne profession) | Image | Image |
| --- | ----------------- | --- | ----- | ----- |
| Preston Burke | Isaiah Washington | Titulaire en chirurgie cardiothoracique, Ancien chef de chirurgie cardiothoracique, Ancien chef de chirurgie par intérim, Ancien directeur d'un hôpital de recherche cardiothoracique privé                                                                                     |       |       |
| Preston Burke est l'ancien chef de la chirurgie cardiothoracique du Seattle Grace Hospital et devait devenir chef de la chirurgie. Il entame une relation amoureuse avec Cristina Yang dans la saison 1, qui est mise à rude épreuve lorsque Burke se fait tirer dessus et que l'apport nerveux de sa main droite est perturbé. Sa carrière étant menacée, il fait exécuter certaines de ses chirurgies par Cristina. Cette situation est résolue lorsque Derek Shepherd répare la main de Burke. Cristina et Burke poursuivent leur relation, qui se termine le jour de leur mariage lorsqu'il la laisse à l'autel et quitte la ville. Burke est diplômé de la Johns Hopkins School of Medicine. Dans la saison 4, il reçoit le prix Harper Avery. Burke réapparait dans la saison 10, il a désormais une famille et travaille à Zurich. Il est directeur d'un hôpital de recherche cardiothoracique privé et offre ce poste à son ancien amour : Cristina, qui accepte finalement ce cadeau. |                   | |       |       |
| |                   | |       |       |
| Erica Hahn | Brooke Smith      | Titulaire en chirurgie cardiothoracique, Ancienne chef de chirurgie cardiothoracique |       |       |
| Après le départ de Preston Burke, Erica Hahn occupe le poste de chef de la chirurgie cardiothoracique au Seattle Grace. Sa personnalité brusque et un peu dure est tempérée par Callie Torres, avec qui elle commence une relation. Son temps à Seattle Grace se termine toutefois brusquement, lorsqu'elle devient mécontente d'Izzie Stevens et de l'absence de mesures disciplinaires à la suite de l'incident de Denny Duquette. Le Dr Hahn a fréquenté la faculté de médecine Johns Hopkins, où elle était dans la même classe que le Dr Burke et a obtenu son diplôme, juste après lui. |                   | |       |       |
| |                   | |       |       |
| Addison Montgomery | Kate Walsh        | Titulaire en chirurgie néonatal, Titulaire en chirurgie obstétrique et gynécologie, Titulaire chirurgie foetal, Ancienne chef de chirurgie néonatale, Ancienne chef de chirurgie obstétrique et de gynécologie                                                                  |       |       |
| Addison arrive tout droit de New York dans le but de sauver son mariage, avec Derek Shepherd, mis à mal depuis qu'elle l'a trompé avec Mark Sloan, le meilleur ami de Derek. Passionnée par son métier, cette chirurgienne de renommée internationale se fait titulariser à l'hôpital Seattle Grace. Mais recoller les morceaux n'est pas aussi simple qu'elle l'espérait. La blessure de Derek est profonde et même s'il aime sa femme, il a déjà succombé au charme de Meredith… Finalement, la lutte de Addison pour garder son mari se solde par un échec en faveur de Meredith. Elle quitte l'hôpital pour une clinique privée, en Californie (Los Angeles), à la fin de la saison 3, mais réapparaîtra occasionnellement jusqu'à la saison 8. Addison Montgomery continue d’être une protagoniste dans l'univers de Grey's Anatomy avec Private Practice qui se focalise sur sa vie à Los Angeles. |                   | |       |       |
| |                   | |       |       |
| Arizona Robbins | Jessica Capshaw   | Fondatrice du Centre Robbins-Herman pour la santé des femmes, Titulaire en chirurgie fœtale, Titulaire en chirurgie pédiatrique, Ancienne chef de chirurgie pédiatrique, Ancienne chef du service de chirurgie fœtale, Ancienne membre du conseil d'administration de l'hôpital |       |       |
| Arizona Robbins, qui est titulaire en chirurgie pédiatrique, a un comportement enjoué mais s’énerve en contestant l’autorité. Lors de son introduction dans la saison 5, Arizona se lance immédiatement dans une relation avec Callie Torres. Elle vient d'une famille de militaires et est diplômée de la Johns Hopkins School of Medicine. Arizona possède une grande intelligence émotionnelle. Sa perspicacité et ses conseils ont été utilisés pour désamorcer plusieurs situations, telles que la dispute entre Callie et son père. Dans la saison 7, Arizona remporte un prix prestigieux, elle et Callie prévoient de s’installer au Malawi et de travailler là-bas. Cependant, elle rompt avec Callie et la laisse à l'aéroport. Ils se réconcilient peu de temps après et finissent par se marier juste après la naissance de leur fille Sofia, née prématurément à la suite de l'accident de voiture d'Arizona et de Callie. Pendant ce temps Arizona poursuit son amitié avec Teddy. Lors du premier épisode de la saison 9, elle a perdu une de ses jambes à la suite de blessures subies lors d’un accident d’avion à la fin de la saison 8, ce qui a entraîné une relation tendue avec sa femme, qui a finalement abouti à la tromperie de Callie. Elles se séparent brièvement mais finissent par décider d'arranger les choses. Cependant, après une pause de 30 jours au cours de la thérapie de couple, Callie décide de mettre fin à leur relation. Arizona trouve alors du réconfort au près d'April avec qui elle partage une profonde amitié. À la fin de la saison 12, Arizona obtient la garde complète de Sofia à la suite d’une bataille difficile pour la garde, mais elle décide de permettre à Sofia de faire la navette entre ses parents lorsque Callie déménage à New York. Dans la saison 13, Arizona entame une relation avec Eliza Minnick, un médecin que tout le monde n'aime pas, et est obligée de cacher leur relation pendant un certain temps. Cependant, au début de la saison 14, Eliza a quitté Seattle et Arizona commence à voir un médecin de passage, Carina DeLuca. Quand Sofia commence à avoir des problèmes de discipline à l'école, Arizona décide qu'il est préférable qu'elle déménage avec Sofia à New York pour être avec Callie. en conséquence, Arizona et Carina se séparent. Lors de l'épisode final de la saison 14, Arizona et Sofia partent alors pour New York après que Nicole Herman, amie qu'elle réussit à sauver d'une mort inévitable, lui propose un poste à New York. Callie qui apprend l'arrivée d'Arizona se réjouit de ses retrouvailles avec la femme de sa vie. |                   | |       |       |
| |                   | |       |       |
| Mark Sloan | Eric Dane         | Ancien Titulaire enchirurgie plastique, Ancien chef de chirurgie plastique, Ancien chef de chirurgie par intérim |       |       |
| Mark Sloan, chef de la chirurgie plastique, a fréquenté le Collège universitaire des médecins et chirurgiens de l’Université de Columbia. Il a une personnalité de play-boy qui met en péril son amitié avec Derek Shepherd lorsqu’il a une liaison avec l’épouse de Derek, Addison Montgomery. Il connaît Derek et Addison depuis l'époque où ils habitaient tous les trois à New York. Derek et Mark parviennent à résoudre leurs problèmes et retrouvent leur amitié. Meredith et ses amis lui ont donné le surnom du "Dr Glamour " en français ou "McSteamy" en VO. Sloan a une relation avec Lexie Grey, qui prend fin en raison de la tension causée par la fille de Mark, âgée de 18 ans. La fille de Mark est enceinte, et bien qu'il veuille qu'elle garde le bébé, elle ne le fait pas. Après qu'elle quitte Seattle, Mark et Lexie reprennent leur relation, mais celle-ci prend fin lorsque Mark met enceinte Callie Torres. Quand Lexie meurt après l'accident d'avion, Mark admet qu'il l'aime et qu'il l'aimera toujours. il lui tient la main jusqu'à sa mort. Lors du premier épisode de la saison 9, Mark décède des suites de ses blessures subies dans l'accident d'avion. L'hôpital est renommé par la suite en sa mémoire et celle de Lexie. |                   | |       |       |
| |                   | |       |       |
| Jackson Avery | Jesse Williams    | Président de la Fondation Catherine FoxAncien Chef du service de chirurgie plastique, Titulaire en chirurgie plastique, Président du conseil d'administration de l'hôpital, |       |       |
| Introduit pour la première fois en tant que résident en chirurgie de l'hôpital Mercy West après la fusion du Seattle Grace et du Mercy West, Jackson Avery est le petit-fils du célèbre chirurgien Harper Avery et le fils de la chirurgienne réputée Catherine Fox (anciennement Avery). Sous la direction de Mark Sloan, il se spécialise en chirurgie plastique et il lui succédera comme chef du service de chirurgie plastique après sa mort. Il a le béguin pour Cristina et, en état d'ébriété lors d'une fête, il l'embrasse, mais Cristina le repousse. Il a également une relation compliquée avec Lexie Grey. Bien qu'il se voit proposer un poste de chirurgien au Tulane Medical Center, Jackson décide de rester à Seattle après le décès de Mark. À la fin de la saison 8, il commence à coucher avec sa meilleure amie, April Kepner, qui avait prévu de rester vierge jusqu'au mariage. Après la séparation de Jackson et April, Jackson entame une relation avec la nouvelle interne, Stephanie Edwards, après l'avoir invitée comme cavalière pour le mariage de Bailey. Pendant ce temps, April continue de fréquenter un ambulancier nommé Matthew Taylor. Au mariage d’April et de Matthew, Jackson réalise qu’il est toujours amoureux d'April et se lève, déclarant son amour devant l'assemblée. April prend la fuite avec Jackson laissant Matthew devant l'autel. Il est ensuite révélé qu'April et Jackson attendent un bébé, mais ils apprennent très tôt que leur fils à naître a une maladie mortelle. April donne naissance à leur fils mort-né, qu'ils appellent Samuel. April et Jackson ont alors des problèmes conjugaux qui les conduisent à se séparer puis à divorcer. Cependant, après avoir dormi une nuit ensemble, April tombe enceinte et donne finalement naissance à leur fille en bonne santé, Harriet. Dans la saison 14, à la suite de son divorce Jackson se met en couple avec Maggie mais reste cependant très proche d'April. Après leur rupture au début de la saison 16, il fréquent une pompière nommée Vic Hughes, de la série Station 19 pendant quelque temps. |                   | |       |       |
| |                   | |       |       |
| Calliope "Callie" Torres | Sara Ramirez      | Titulaire en chirurgie orthopédique, Ancienne membre du conseil d'administration de l'hôpital, Ancienne chef de chirurgie orthopédique, Ancienne chef des résidents |       |       |
| Callie Torres, chirurgienne orthopédique, a été introduite en tant que résident en chirurgie orthopédique. Elle s'est mariée à George O'Malley, mais a divorcé après une liaison de celui-ci avec Izzie Stevens. Plus tard, elle a une aventure avec Erica Hahn, mais le départ de Hahn de Seattle Grace met fin à leur relation. Callie entre alors dans une relation heureuse avec Arizona Robbins, mais ceux-ci se séparent car Arizona ne veut pas avoir d'enfants. À la fin de la saison 6, après avoir opéré une petite fille alors qu’un tireur est en liberté à l’hôpital, Callie dit à Arizona d’une manière détournée qu’elle l’aime. Les deux se retrouvent, se remettent ensemble et décident qu'ils vont avoir des enfants. Dans la saison 7, Callie va s’installer en Afrique avec Arizona, mais Arizona l’arrête et l'abandonne à l’aéroport de Seattle. Callie couche à nouveau avec Mark et tombe enceinte. Arizona revient plus tard pour Callie, et ils se remettent ensemble. Plus tard, Callie est gravement blessé dans un accident de voiture avec Arizona. Addison met au monde son bébé, Sofia Robbin Sloan Torres. A 23 semaines le bébé réussit à survivre, peu de temps après, elle et Arizona se marient. Lors du premier épisode de la saison 9, la relation entre Callie et l'Arizona est tendue, Mark mourant et Arizona ayant une jambe amputée, comme l'a décidé Callie pour sauver la vie d'Arizona. Toujours en colère contre la décision médicale de Callie, Arizona la trompe, conduisant Callie à la chasser de l'appartement. Après le procès de Travis Reed et une conversation avec son père, Callie demande à Arizona de rentrer, et commencent à réparer leur mariage. Callie coupe court à leur thérapie de couple quand elle se rend compte qu'elle a besoin de s'aimer elle-même, et non seulement d'aimer Arizona. Dans l'épisode final de la saison 12, elle démissionne de Grey-Sloan et déménage à New York avec sa petite amie, Penny, à la suite d'une bataille délicate pour la garde de Sofia qu'Arizona gagne. A la fin de la saison 14, Arizona emménage à New York, Callie ayant rompu avec Penny, se réjouit du retour d'Arizona. |                   | |       |       |
| |                   | |       |       |

A noter que seuls les personnages principaux sont décrits ci-dessus.

### Titulaires
La liste suivante contient uniquement les personnes qui travaillent au Grey Sloan Memorial Hospital et/ou ont travaillé au Seattle Grace Hospital et/ou au Seattle Grace Mercy West Hospital. Les chefs de service sont également des chirurgiens, mais comme ils ont déjà été mentionnés ci-dessus, ils ne sont pas inclus dans cette liste.

#### Titulaires actuels
- Dr Jo Wilson (Titulaire en chirurgie générale)
- Dr Hudson (Titulaire en anesthésiologie)
- Dr Catherine Fox (Titulaire en urologie)
- Dr Norman Russo (Titulaire en chirurgie obstétrique et gynécologique)
- Dr Hundley (Titulaire en chirurgie obstétrique et gynécologique)
- Dr Carina DeLuca (Titulaire en chirurgie obstétrique et gynécologique)
- Dr Elizabeth Chen (Titulaire en chirurgie obstétrique et gynécologique)
- Dr Lynne Cohen (Titulaire en oncologie)
- Dr Rebecca Swender (Titulaire en oncologie)
- Dr Walter Carr (Titulaire en psychiatrie)
- Dr Olivia Fowler (Titulaire en psychiatrie)
- Dr Raj Sen (Titulaire en psychiatrie)

| Nom | Acteur/Actrice      | Profession actuelle au Grey Sloan (et ancienne profession) | Image |
| --- | ------------------- | --- | ----- |
| Josephine "Jo" Wilson | Camilla Luddington  | ' interne en obstétrique' (saison 17) Ancienne Chirurgie générale, Actionnaire du Grey Sloan, Ancienne chercheuse en innovation chirurgicale, Ancienne chef des résidents |       |
| Jo Wilson, interne de la saison 9, est d'abord moquée par Alex Karev, qui croit qu'elle est une fille riche et la surnomme "princesse". Au contraire, elle a eu une enfance cruelle et a dû travailler très dur pour survivre et devenir médecin. Finalement, au fil du temps, Alex et elle deviennent des amis proches. Elle entame une relation avec un obstétricien et Alex devient jaloux. Après avoir quitté son petit ami, Alex confie son amour à Jo. Ils commencent à sortir ensemble mais ont des problèmes de couple dans la saison 12 quand elle refuse la demande en mariage d'Alex. Les choses ne font qu'empirer lorsque Alex tabasse Andrew DeLuca après les avoir trouvé, Jo et lui dans une situation compromettante. Il finit par devenir médecin au Denny Duquette Memorial Clinic pendant une courte période après avoir été suspendu de son poste de titulaire. Jo a alors des problèmes de confiance en Alex, car elle pense qu'il pourrait la blesser physiquement, mais elle lui pardonne dès qu'elle découvre qu'Alex a retrouvé son ex-mari, Paul, mais ne l'a pas battu. Dans la saison 14, Paul arrive au Grey Sloan pour signer les papiers de divorce de Jo, qui s'appelle en réalité "Brooke". En effet, elle a changé de nom et s'est enfuie quand ils se sont séparés par crainte de représailles. Paul est toujours le même mari manipulateur et abusif qu'il était il y a des années. Cela fait peur à Jo de signer les papiers. Paul menace la vie de Jo, mais il se fait percuter par une voiture puis meurt, libérant ainsi Jo de son passé. Dans la finale de la saison 14, Alex et Jo se marient. Dans la saison 15, Jo devient une chercheuse en innovation chirurgicale sous le mentorat de Bailey. Elle décide d'en apprendre davantage sur son passé et retrouve sa mère biologique, qui révèle que Jo est née d'un viol. Cela met Jo dans un état dépressif et elle se ferme à tout le monde, y compris Alex, jusqu'à ce qu'elle accepte de se faire admettre dans un service psychiatrique. À la fin de la saison 16, on apprend qu'Alex quitte Jo pour aller vivre avec Izzie. Jo se sent trahie. Pendant la saison 17, elle entretient une relation de sex friend avec Jackson Avery. L'impact du Covid-19 sur l'hôpital et le moral de Jo l'amenent à changer de spécialité. À la suite d'un accouchement d'une patiente et d'une négociation avec le Dr Bailey, elle devient interne en obstétrique. |                     | |       |
| |                     | |       |
| Carina DeLuca | Stefania Spampinato | Chirurgie obstétrique et gynécologique |       |
| Carina DeLuca est la soeur d'Andrew DeLuca. Elle arrive au Grey-Sloan justement car son frère y travaille. Lors de son entretien avec Bailey, elle explique qu'elle fait des recherches, et que son travail consiste à stimuler sexuellement les femmes lorsqu'elles passent des IRM pour révéler des problèmes au niveau de leur cerveau. Bailey accepte son offre. Elle finit par rester au Grey-Sloan, en tant que chirurgienne obstétrique et gynécologue. |                     | |       |
| |                     | |       |

#### Anciens titulaires
- Dr Margaret Campbell (Ancienne titulaire en chirurgie générale)
- Dr April Kepner (Ancienne titulaire en chirurgie traumatologique)
- Dr Lucy Fields (Ancienne titulaire en chirurgie obstétrique et gynécologique)
- Dr Cristina Yang (Ancienne titulaire en chirurgie cardiothoracique)
- Dr Nathan Riggs (Ancien titulaire en chirurgie cardiothoracique)
- Dr Ben Warren (Ancien titulaire en anesthésiologie)
- Dr Eliza Minnick (Ancienne titulaire en chirurgie orthopédique en médecine sportive)
- Dr Andrew DeLuca (Ancien titulaire en chirurgie générale)
- Dr Tom Koracick (Ancien titulaire en neurochirurgie)

| Nom | Acteur/Actrice     | Profession actuelle au Grey Sloan (et ancienne profession) | Image |  |
| --- | ------------------ | --- | ----- |  |
| April Kepner | Sarah Drew         | Bénévole dans une clinique de Seattle Ancienne titulaire en chirurgie traumatologique Ancienne chef des résidents Ancienne chef de chirurgie générale par intérim                                                         |       |  |
| Elle fait partie de l'équipe des chirurgiens du Mercy West Hospital. Elle vient d'une famille de fermiers. April Kepner a fait une erreur peu après son arrivée au Seattle Grace et a été virée par Richard Webber. Mais lorsque Derek reprend le poste de chef de chirurgie, il décide de la réintégrer mais April n'était pas prête à reprendre le travail. Elle a perdu sa meilleure amie, Reed, lors de la fusillade. Elle deviendra chef des résidents à la fin de la saison 7. Dans la saison 8, elle couchera avec son meilleur ami, Jackson Avery, elle qui était restée jusque-là vierge de par sa croyance en Dieu. Elle échouera à ses examens et verra toutes ses offres d'emploi s'envoler. April ira de plus en plus en mal et sa relation avec Jackson se dégradera à la fin de la saison 8. Lors de sa rupture avec Jackson, elle décide de se « revirginiser ». Par la suite, elle sortira avec un ambulancier qui lui aussi a décidé de se réserver pour le mariage. Il finit par la demander en mariage. Dans la saison 10, April est sur le point d'épouser l'ambulancier, quand Jackson Avery lui déclare qu'il l'aimait depuis toujours. Elle finit par se sauver et épouser secrètement Jackson. Lors d'une dispute entre April et son mari, elle révèle qu'elle est enceinte. Dans la saison 11, April tombe enceinte, malheureusement l'enfant a une pathologie qui fait que ses os se brisent et ne pourra survivre que quelques minutes après l'accouchement. Peu après la mort de Derek Shepherd, April décide de partir avec Owen Hunt dans des zones de combats pour pouvoir aider plus de gens. Elle reviendra au Grey Sloan Memorial Hospital au bout d'une dizaine de mois. Après un divorce difficile, Jackson et April accueillent une fille nommée Harriet à la saison 12. Dans la saison 14, à la suite de la perte de la femme de son ex-fiancé Hannah Taylor pendant qu'elle accouchait de leur fille Ruby, elle fait une crise de foi, c'est-à-dire qu'elle ne comprend pas pourquoi Dieu est aussi cruel, ce qui provoque sa perte de foi, en effet elle se met à boire et faire la fête avec les internes et couche avec l'interne Vikram Roy jusqu’à embrasser Jackson Avery son ex-mari qui la repousse aussitôt. Quelques épisodes plus tard, elle retrouve confiance en Dieu. Dans l'épisode 23 de la même saison, April a un accident de voiture avec Matthew Taylor, son ex-fiancé, elle fait une crise d’hypothermie, et a plusieurs fractures, mais elle survit quand même, on apprend qu'elle sort avec Matthew depuis quelques mois (seule Arizona était au courant). Elle organise également le mariage d’Alex Karev et Jo Wilson, à la suite de nombreuses péripéties elle décide de se marier avec Matthew. |                    | |       |  |
| |                    | |       |  |
| Nathan Riggs | Martin Henderson   | Titulaire en chirurgie cardio-thoracique Ancien chirurgien cardio-thoracique dans l'armée |       |  |
| Nathan est introduit dans la saison 12 en tant que vieil ami de l'armée d'Owen Hunt et de Teddy Altman. Bien qu'ils aient été meilleurs amis, Owen n'est pas heureux du retour de Nathan, et il est révélé par la suite que leur querelle est due au fait qu'Owen blâme Nathan pour la disparition de sa soeur, Megan, il y a presque 10 ans en mission. Nathan et Megan étaient fiancés, mais Nathan l'avait trompée dans les jours qui ont précédé son enlèvement. Malgré tout, Nathan travaille au Grey Sloan Memorial en tant que chirurgien cardiothoracique, où il travaille sous les ordres de Maggie Pierce. Finalement, Owen et Nathan se réconcilie. Après avoir couché ensemble, Nathan réalise ses sentiments pour Meredith, car ils sont tous deux liés par la perte d'un être cher. Bien que Meredith résiste pendant un certain temps à ses avances après avoir découvert que Maggie l'aime bien, elle finit par céder et couche avec lui au cours d'un vol d'avion turbulent, marquant ainsi le début de leur relation. Ils sortent ensemble depuis quelque temps jusqu'à ce que Megan soit retrouvée. Nathan et Megan essaient de reprendre leur relation, mais la situation est difficile, Megan croyant que Nathan est toujours amoureux de Meredith. Nathan ramène le fils de Megan, Farouk, d'Irak, montrant qu'il l'aime vraiment. Nathan quitte le Grey Sloan Memorial après que lui, Megan et Farouk se soient installés à Los Angeles pour recommencer leur vie. |                    | |       |  |
| |                    | |       |  |
| Cristina Yang | Sandra Oh          | Chef de chirurgie cardiothoracique à l'Institut Klausman de recherche médicale, Titulaire en chirurgie cardio-thoracique, Ancienne membre du conseil d'administration de l'hôpital Ancienne serveuse à l'Emerald City Bar |       |  |
| Cristina a perdu son père quand elle avait 9 ans, il est mort devant elle en se vidant de son sang car les secours ne sont pas arrivés à temps pour le sauver. C'est à partir de ce jour qu'elle décida de devenir médecin. Elle est brillante et a toujours été major de ses promotions dans les différentes universités de médecine où elle a étudié. Elle a eu aussi une relation amoureuse avec un de ses professeurs. Elle est ambitieuse, arrogante, mais elle apparaît aussi courageuse, fidèle en amitié (notamment avec Meredith) et montre parfois que la mort de son père l'a traumatisée. Elle a une première relation avec le docteur Burke qui par la suite la mènera jusqu'au mariage mais se sépare le jour même. Après cet échec, en question d'amour elle ne fait plus vraiment confiance aux hommes jusqu'à sa rencontre avec le docteur Hunt, cette relation ira jusqu'au mariage. Après le mariage, le relation devient de plus en plus compliquée et mène à plusieurs séparations et plusieurs réconciliations. Mais l'accident d'avion va créer un blocage chez Cristina et ce sera grâce à Owen qu'elle s'en sortira, mais peu de temps après sa guérison elle partira vers l'hôpital de Mayo et réussira finalement à prendre l'avion quelques semaines plus tard pour retourner à Seattle. Sa relation avec Owen ne fonctionnant pas et étant donné que le Dr Burke lui propose un poste dans son hôpital en Suisse, celle-ci quitte le Grey Sloan Memorial Hospital avec Shane, en laissant ses parts à Alex. En laissant Meredith seule. |                    | |       |  |
| |                    | |       |  |
| Benjamin "Ben" Warren | Jason George       | Pompier à la Station 19*, Ancien résident en chirurgie générale, Ancien anesthésiste |       |  |
| Ben Warren est présenté comme anesthésiste à l'hôpital Mercy West lors de la saison 6. Il devient le petit ami de Miranda Bailey jusqu'à ce qu'elle rompe avec lui après la fusillade, se retrouvant incapable de vivre une relation aussi traumatisante. Ben essaie de rester à l'écart de Bailey, mais ils recommencent finalement à travailler ensemble, bien qu'elle ait commencé une relation avec une infirmière nommée Eli. Cependant, elle finit par mettre fin aux choses avec Eli et se remet avec Ben. Il demande en mariage Bailey pendant la saison 8 ce qu'elle accepte. Après leur mariage, Ben a la chance de devenir interne en chirurgie en Californie. Il accepte, au grand désarroi de Bailey. Il revient finalement en tant que résident en chirurgie au Grey Sloan. Lorsqu'il parle à Shepherd de ses craintes concernant le développement du TOC de Bailey, il se rend compte qu'il l'a dénoncée par inadvertance, ce qui met leur mariage en péril. Pourtant, ils s'en sortent jusqu'à ce que Ben décide de changer de carrière pour la troisième fois lorsqu'il veut devenir pompier. Cela met en colère Bailey, car elle pense qu’il abandonne l’opportunité d’être un grand chirurgien, mais ils finissent par se réconcilier. Dans la saison 15, Bailey décide qu'elle a besoin d'une pause dans leur mariage car elle a des problèmes de santé mentale. * Ce poste occupé par Ben Warren peut-être vu dans la série dérivée : Station 19. |                    | |       |  |
| |                    | |       |  |
| Andrew DeLuca | Giacomo Gianniotti | Ancien Titulaire en chirurgie générale Ancien Résident en chirurgie générale Ancien Ambulancier |       |  |
| Andrew DeLuca était un ambulancier avant de décider de devenir interne en chirurgie dans la saison 12. Peu de temps après le début de son internat, il entame une relation avec Maggie Pierce, mais cela se termine finalement lorsqu'il ne ressent plus rien pour elle. Dans la saison 14, son ex-petite amie, Sam Bello, rejoint le Grey Sloan et ils reprennent brièvement leur relation avant qu'elle ne quitte l'hôpital pour éviter toute déportation. Dans la saison 15, après des mois de séduction, Andrew commence à fréquenter Meredith Grey. À la fin de la saison, il couvre Meredith et se dénonce à sa place dans l'affaire de la fraude à l'assurance et se retrouve en prison. |                    | |       |  |
| |                    | |       |  |

### Résidents
| Nom | Acteur/Actrice  | Profession actuelle au Grey Sloan (et ancienne profession)   | Image |  |
| --- | --------------- | ------------------------------------------------------------ | ----- |  |
| Alexandra "Lexie" Grey | Chyler Leigh    | Ancienne résidente en neurochirurgie                         |       |  |
| Lexie Grey est la demi-sœur de Meredith. Dès les débuts de son internat, elle cherche à créer des liens avec Meredith, mais celle-ci n'a pas trop envie de se lier avec elle, elle ne la considère pas comme faisant partie de sa famille. Pourtant, c'est une personne très sociable, qui sait être une très bonne amie (par exemple avec George). Lexie est une jeune femme un peu naïve et maladroite, mais toujours très souriante. Elle fait preuve d'une grande gentillesse envers tout le monde. Elle meurt dans le final de la saison 8 après un crash d'avion sous les yeux de son grand amour, le Dr Mark Sloan avec qui elle a eu une relation très instable. |                 |                                                              |       |  |
| |                 |                                                              |       |  |
| Stephanie Edwards | Jerrika Hinton  | Ancienne résidente en neurochirurgie                         |       |  |
| Stéphanie Edwards, interne de la saison 9, commence à fréquenter Jackson Avery après sa rupture avec April Kepner, mais ils se séparent lorsque Jackson s'envole avec April le jour de son mariage avec un autre. Stéphanie sort alors avec un patient, Kyle, mais ils se séparent, Stéphanie ne voulant pas s'attacher et le perdre. Quelques jours après leur séparation, Kyle meurt, lui laissant un fort impact émotionnel. Elle part à la fin de la saison 13 après un incendie à l'hôpital, où elle fut gravement blessée, pour vivre en dehors d'un hôpital afin de découvrir d'autre environs car elle a passé son enfance à l'hôpital. |                 |                                                              |       |  |
| |                 |                                                              |       |  |
| George O'Malley | T.R. Knight     | Ancien résident en chirurgie                                 |       |  |
| Baptisé « 007 permis de tuer » après avoir échoué l'opération d'une appendicite, George pâtit de son manque de confiance en lui. À l'hôpital comme dans sa vie intime, il peine à s'affirmer. Il n'en reste pas moins un garçon attachant, dévoué aux autres, à commencer par ses colocataires, Izzie et Meredith. Secrètement amoureux de cette dernière, il réunit tout son courage pour lui déclarer sa flamme, en vain. Il se marie avec Callie Torres qui par la suite demandera le divorce parce qu'elle a su qu'il l'avait trompé avec Izzie. Il entretiendra une courte relation avec Izzie. À la fin de la saison 5, il s'engage dans l'armée. Il meurt dans le premier épisode de la saison 6 après avoir été renversé par un bus…                                                                                            |                 |                                                              |       |  |
| |                 |                                                              |       |  |
| Isobel "Izzie" Stevens | Katherine Heigl | Ancienne résidente en chirurgie                              |       |  |
| Izzie a travaillé comme mannequin pour financer ses études de médecine. Ses débuts à l'hôpital Grace n'ont pas été de tout repos. Dès son premier jour, Miranda lui réserve les tâches les plus ingrates qu'Izzie exécute sans broncher, bien décidée à montrer qu'elle n'est pas qu'une jolie fille. Son abnégation finit par payer : elle obtient la reconnaissance des chirurgiens. Izzie a beaucoup de problèmes : au cours de la saison 2, elle tombe amoureuse d'un patient (qui meurt par la suite), et fait une dépression. Au cours de la saison 5, elle apprend qu'elle a une tumeur au cerveau. Elle se marie avec Alex. Elle le quitte ensuite au début de la saison 6 à la suite de son licenciement. |                 |                                                              |       |  |
| |                 |                                                              |       |  |
| Shane Ross | Gaius Charles   | Chercheur à l'Institut Klausman Ancien résident en chirurgie |       |  |
| Un interne de la saison 9, Shane Ross a pour ambition d'être "le nouveau Shepherd" et même de participer à la chirurgie de la main de Derek. Cependant, il est frustré lorsque Derek choisi Heather Brooks comme interne à cause de ses réflexes rapides. Dans la saison 10, après s'être battu avec Cristina Yang alors qu'elle et Meredith se disputent l'imprimante 3D, il commence une relation sexuelle qui ne dure que brièvement. Plus tard dans la saison, Ross tue le père d’Alex Karev car le manque de sommeil l’empêche de bien faire son travail. Dans la finale de la saison 10, Ross quitte Seattle pour Zurich avec Cristina, car il veut apprendre d'elle. |                 |                                                              |       |  |
| |                 |                                                              |       |  |
| Leah Murphy | Tessa Ferrer    | Ancienne résidente en chirurgie                              |       |  |
| Leah Murphy, interne de la saison 9, couche brièvement avec Alex Karev, qui a des relations sexuelles avec plusieurs internes à la fois. Elle pose souvent à ses collègues internes des questions relatives sur Alex et semble être amoureuse à lui. Elle a une liaison avec Arizona Robbins tandis qu'Arizona et Callie Torres sont séparés. Cependant, quand Arizona met fin à leur relation pour réparer son mariage, Leah s'accroche à elle et espère la fin du mariage Arizona, allant même jusqu'à révéler sa relation avec elle à l'hôpital. Dans la saison 10, Richard Webber explique à Leah que la chirurgie ne lui est pas destinée et qu'elle devrait quitter le programme. Dans la saison 13, elle revient en tant que résidente après avoir réussi dans un autre hôpital, bien qu'elle finisse par quitter le Grey Sloan. |                 |                                                              |       |  |
| |                 |                                                              |       |  |

## Personnages secondaires
Légende :  = Récurrent/e
Légende :  = Invité/e
Légende :  = Invité/e d'une des deux séries dérivées : Private Practice ou Station 19
| Rôle                         | Acteur / Actrice           | Saison | Saison | Saison | Saison | Saison | Saison | Saison | Saison | Saison | Saison | Saison | Saison | Saison | Saison | Saison | Saison | Saison | Saison | Saison | Saison | Saison | Total | Statut   |
| Rôle                         | Acteur / Actrice           | 1      | 2      | 3      | 4      | 5      | 6      | 7      | 8      | 9      | 10     | 11     | 12     | 13     | 14     | 15     | 16     | 17     | 18     | 19     | 20     | 21     | Total | Statut   |
| ---------------------------- | -------------------------- | ------ | ------ | ------ | ------ | ------ | ------ | ------ | ------ | ------ | ------ | ------ | ------ | ------ | ------ | ------ | ------ | ------ | ------ | ------ | ------ | ------ | ----- | -------- |
| Bokhee                       | Bokhee An                  | 9      | 17     | 15     | 13     | 19     | 17     | 19     | 18     | 9      | 15     | 23     | 15     | 17     | 17     | 16     | 15     | 9      | 10     | 11     | 9      |        | 284   | Présente |
| Ellis Grey                   | Kate Burton*               | 3      | 6      | 6      |        |        | 1      |        | 1      |        |        | 4      |        |        | 1      | 2      |        |        | 3      | 1      |        |        | 28    | Décédée  |
| Infirmière Linda             | Linda Klein                | 4      | 9      | 4      | 1      | 2      | 2      | 2      | 3      | 1      | 1      | 1      | 2      | 1      | 3      | 1      | 2      | 2      | 5      | 2      |        |        | 48    | Présente |
| Olivia Harper                | Sarah Utterback            | 3      | 9      | 4      | 1      |        | 1      |        |        |        |        |        |        |        | 1      |        |        |        |        |        |        |        | 19    | Partie   |
| Tyler Christian              | Moe Irvin                  | 4      | 5      | 7      | 4      | 2      | 5      | 1      |        |        | 1      |        |        |        |        |        |        |        |        |        |        |        | 29    | Parti    |
| Patricia Murphy              | Robin Rose                 | 2      | 8      | 2      |        | 1      |        |        |        |        |        |        |        |        |        |        | 1      |        |        |        |        |        | 15    | Partie   |
| Joe                          | Steven W. Bailey           |        | 11     | 10     |        | 4      | 3      | 1      |        |        |        |        |        |        |        |        |        |        |        |        |        |        | 30    | Parti    |
| Denny Duquette               | Jeffrey Dean Morgan        |        | 10     | 3      |        | 10     |        |        |        |        |        |        |        |        |        |        |        |        |        |        |        |        | 23    | Décédé   |
| Sydney Heron                 | Kali Rocha                 |        | 1      | 5      | 2      |        |        |        |        |        |        |        |        |        |        |        |        |        |        |        |        |        | 8     | Présente |
| Adele Webber                 | Loretta Devine             |        | 3      | 4      | 3      | 1      | 1      | 4      | 4      | 2      |        |        |        |        |        |        |        |        |        |        |        |        | 22    | Décédée  |
| William "Tuck" Jones         | BJ Tanner                  |        | 4      |        | 6      | 1      | 1      | 1      | 1      | 1      | 1      |        |        | 1      | 2      | 2      | 2      | 1      |        |        |        |        | 24    | Parti    |
| Thatcher Grey                | Jeff Perry                 |        | 2      | 6      | 2      | 1      | 2      | 1      |        |        |        |        |        |        |        | 1      |        |        |        |        |        |        | 15    | Décédé   |
| Ray Sutera                   | Ray Ford                   |        | 5      | 1      | 6      |        | 3      | 1      |        |        |        |        |        |        | 1      |        | 1      |        |        |        |        |        | 18    | Parti    |
| Nurse Gloria                 | Kate Mines                 |        | 1      |        | 1      |        |        |        | 5      | 5      | 3      | 1      |        |        | 1      |        |        |        |        |        |        |        | 17    | Partie   |
| Carlos Torres                | Héctor Elizondo            |        |        | 1      |        | 1      | 1      | 1      |        |        | 1      |        |        |        |        |        |        |        |        |        |        |        | 5     | Parti    |
| Nancy Shepherd               | Embeth Davidtz             |        |        | 1      |        |        |        |        |        |        |        |        |        |        |        | 1      |        |        |        |        |        |        | 2     | Partie   |
| Nicole Cummins               | Nicole Rubio               |        |        | 2      | 2      | 4      | 3      | 2      | 7      | 6      | 6      | 3      | 1      |        | 1      |        |        |        |        |        |        |        | 37    | Partie   |
| Louise O'Malley              | Debra Monk                 |        |        | 4      | 1      |        | 1      |        | 1      |        |        |        |        |        |        |        |        |        |        |        |        |        | 7     | Partie   |
| Sam Bennet                   | Taye Diggs                 |        |        | 2      |        | 1      |        |        |        |        |        |        |        |        |        |        |        |        |        |        |        |        | 3     | Parti    |
| Naomi Bennett                | Audra McDonald             |        |        | 2      |        | 1      |        |        |        |        |        |        |        |        |        |        |        |        |        |        |        |        | 3     | Parti    |
| Stephen Mostow               | Mark Saul                  |        |        |        | 8      | 19     | 8      | 1      | 1      |        |        |        |        |        |        |        |        |        |        |        |        |        | 37    | Parti    |
| Evelyn Hunt                  | Debra Mooney               |        |        |        |        | 1      |        | 1      |        |        |        | 1      | 2      |        | 2      | 1      | 1      | 1      | 2      |        |        |        | 12    | Partie   |
| Carolyn Shepherd             | Tyne Daly                  |        |        |        |        | 1      |        |        |        |        |        |        |        |        |        | 1      |        |        |        |        |        |        | 2     | Partie   |
| Dr Knox                      | Payton Silver              |        |        |        |        | 1      | 2      | 8      | 4      | 3      | 4      | 3      | 2      | 1      | 2      | 4      | 7      | 1      |        |        |        |        | 45    | Présent  |
| Charles Percy                | Robert Baker               |        |        |        |        |        | 11     |        | 1      |        |        |        | 1      |        |        |        |        |        |        |        |        |        | 13    | Décédé   |
| William Bailey               | Frankie Faison             |        |        |        |        |        | 1      |        |        | 1      |        |        |        |        | 1      |        |        | 1      |        |        |        |        | 4     | Parti    |
| Zola Grey-Shepherd           | Aniela Gumbs**             |        |        |        |        |        |        | 3      | 13     | 8      | 10     | 7      | 4      | 3      | 7      | 10     | 5      | 8      | 9      | 7      | 1      |        | 94    | Présente |
| Sofia Robbins Sloan Torres   | Eva Ariel Blinder          |        |        |        |        |        |        | 4      | 10     | 4      | 5      | 2      | 4      |        | 4      |        |        |        |        |        |        |        | 33    | Partie   |
| Henry Burton                 | Scott Foley                |        |        |        |        |        |        | 9      | 6      |        |        |        |        |        |        |        |        |        |        |        |        |        | 15    | Décédé   |
| Catherine Fox                | Debbie Allen               |        |        |        |        |        |        |        | 4      | 4      | 6      | 6      | 6      | 9      | 10     | 10     | 10     | 6      | 7      | 3      | 6      |        | 81    | Présente |
| Derek Bailey Shepherd        | Ryder & Brody Goodstadt    |        |        |        |        |        |        |        |        | 1      | 16     | 6      | 4      | 3      | 3      | 9      | 3      | 7      | 6      | 3      |        |        | 61    | Présent  |
| Heather Brooks               | Tina Majorino              |        |        |        |        |        |        |        |        | 23     | 2      |        |        |        |        |        |        |        |        |        |        |        | 25    | Décédée  |
| Matthew Taylor               | Justin Bruening            |        |        |        |        |        |        |        |        | 8      | 4      |        |        |        | 4      |        |        |        |        |        |        |        | 16    | Parti    |
| Elena Bailey                 | Bianca F. Taylor           |        |        |        |        |        |        |        |        | 2      |        |        |        |        | 1      |        |        | 1      |        |        |        |        | 4     | Décédée  |
| Nicole Herman                | Geena Davis                |        |        |        |        |        |        |        |        |        |        | 12     |        |        | 1      |        |        |        |        |        |        |        | 13    | Partie   |
| Ellis Shepherd               | Ella & Gracie Faris        |        |        |        |        |        |        |        |        |        |        | 2      | 3      | 1      | 3      | 9      | 2      | 8      | 5      | 3      |        |        | 36    | Presente |
| Penelope Blake               | Samantha Sloyan            |        |        |        |        |        |        |        |        |        |        | 1      | 19     |        |        |        |        |        |        |        |        |        | 20    | Partie   |
| Harriet Kepner-Avery         | Penelope Kapudija          |        |        |        |        |        |        |        |        |        |        |        | 1      | 8      | 8      | 2      |        | 2      | 1      | 1      |        |        | 23    | presente |
| Megan Hunt                   | Abigail Spencer            |        |        |        |        |        |        |        |        |        |        |        |        | 2      | 5      | 1      |        |        | 8      |        |        |        | 16    | Partie   |
| Diane Pierce                 | LaTanya Richardson Jackson |        |        |        |        |        |        |        |        |        |        |        |        | 3      |        |        |        |        | 1      | 1      |        |        | 5     | Décédée  |
| Bill Pierce                  | Richard Lawson             |        |        |        |        |        |        |        |        |        |        |        |        | 1      |        |        |        | 2      |        |        |        |        | 3     | Parti    |
| Farouk Shami Hunt            | Bardia Seiri               |        |        |        |        |        |        |        |        |        |        |        |        |        | 2      |        |        |        | 4      |        |        |        | 6     | Parti    |
| Helen Karev                  | Lindsay Wagner             |        |        |        |        |        |        |        |        |        |        |        |        |        | 2      | 3      |        |        |        |        |        |        | 5     | Partie   |
| Leo Hunt                     | Kellen Enriquez            |        |        |        |        |        |        |        |        |        |        |        |        |        | 5      | 17     | 6      | 3      | 5      |        |        |        | 36    | Partie   |
| Betty Nelson                 | Peyton Kennedy             |        |        |        |        |        |        |        |        |        |        |        |        |        | 4      | 8      |        |        |        |        |        |        | 12    | Partie   |
| Taryn Helm                   | Jaicy Elliot               |        |        |        |        |        |        |        |        |        |        |        |        |        | 17     | 16     | 13     | 12     | 15     | 5      | 7      |        | 78    | Présente |
| Dahlia Qadri                 | Sophia Taylor Ali          |        |        |        |        |        |        |        |        |        |        |        |        |        | 12     | 12     | 3      |        |        |        |        |        | 27    | Partie   |
| Carina DeLuca                | Stefania Spampinato        |        |        |        |        |        |        |        |        |        |        |        |        |        | 16     | 7      | 6      | 6      | 4      | 2      | 1      |        | 41    | Présente |
| Casey Parker                 | Alex Blue Davis            |        |        |        |        |        |        |        |        |        |        |        |        |        | 13     | 10     | 3      |        |        |        |        |        | 26    | parti    |
| Vikram Roy                   | Rushi Kota                 |        |        |        |        |        |        |        |        |        |        |        |        |        | 14     | 2      |        |        |        |        |        |        | 16    | Parti    |
| Andy Herrera                 | Jaina Lee Ortiz            |        |        |        |        |        |        |        |        |        |        |        |        |        | 1      | 2      |        |        | 1      | 1      |        |        | 5     | Présente |
| Dean Miller                  | Okieriete Onaodowan        |        |        |        |        |        |        |        |        |        |        |        |        |        |        | 1      | 2      | 1      | 1      |        |        |        | 5     | Parti    |
| Nico Kim                     | Alex Landi                 |        |        |        |        |        |        |        |        |        |        |        |        |        |        | 16     | 11     | 8      | 8      |        | 1      |        | 43    | Parti    |
| Robert Sullivan              | Boris Kodjoe               |        |        |        |        |        |        |        |        |        |        |        |        |        |        | 1      |        |        |        | 1      |        |        | 2     | Présent  |
| Allison Hunt                 | River Davidson             |        |        |        |        |        |        |        |        |        |        |        |        |        |        | 1      | 5      | 3      | 5      |        |        |        | 14    | Partie   |
| Victoria Hughes              | Barrett Doss               |        |        |        |        |        |        |        |        |        |        |        |        |        |        |        | 7      | 1      | 1      |        |        | 1      | 10    | Présente |
| Zander Perez                 | Zaiver Sinnett             |        |        |        |        |        |        |        |        |        |        |        |        |        |        |        | 2      | 5      | 12     |        |        |        | 19    | Parti    |
| Mabel Tseng                  | Sylvia Kwan                |        |        |        |        |        |        |        |        |        |        |        |        |        |        |        | 4      | 4      | 14     |        |        |        | 22    | Parti    |
| Jack Gibson                  | Grey Damon                 |        |        |        |        |        |        |        |        |        |        |        |        |        |        |        | 1      | 1      | 1      |        |        |        | 3     | Présent  |
| Maya Bishop                  | Danielle Savre             |        |        |        |        |        |        |        |        |        |        |        |        |        |        |        | 1      | 3      |        | 2      |        |        | 6     | Présente |
| Scout Derek Shepherd Lincoln | Ryden & Ryker Murphy       |        |        |        |        |        |        |        |        |        |        |        |        |        |        |        | 1      | 4      | 11     |        |        |        | 16    | Présent  |
| Travis Montgomery            | Jay Hayden                 |        |        |        |        |        |        |        |        |        |        |        |        |        |        |        |        | 2      | 2      |        |        |        | 4     | Présent  |
| Kai Bartley                  | E.R Fight Master           |        |        |        |        |        |        |        |        |        |        |        |        |        |        |        |        |        | 12     | 4      |        |        | 16    | Présent  |
| Theo Ruiz                    | Carlos Miranda             |        |        |        |        |        |        |        |        |        |        |        |        |        |        |        |        |        | 1      | 1      | 1      |        | 3     | Présent  |
| Monica Beltran               | Natalie Morales            |        |        |        |        |        |        |        |        |        |        |        |        |        |        |        |        |        |        |        | 6      |        | 6     | Présent  |

* Ellis Grey a été jouée par plusieurs actrices -Kate Burton, Sarah Paulson & Sally Pressman-. Kate Burton étant l'actrice qui a joué le plus de fois ce rôle.
** Zola Grey-Shepherd a été jouée par plusieurs actrices -Heaven White, Jael Moore, Jela K. Moore & Aniela Gumbs-. Aniela Gumbs étant l'actrice actuelle du personnage.

### Autres membres de l'hôpital
Les listes suivantes reflètent le statut de chaque personnage lors de sa première apparition en tant que membre du personnel du Seattle Grace / Grace Mercy West ou du Grey Sloan Memorial Hospital de Seattle.

#### Titulaires
| Nom | Acteur/Actrice | Saison(s) | Nombre d'épisode |
| --- | -------------- | --------- | ---------------- |
| Dr Virginia Dixon | Mary McDonnell | 5         | 3                |
| Chirurgien cardiothoracique exceptionnel atteint du syndrome d'Asperger, le Dr Webber a demandé au Dr Dixon de devenir le prochain chirurgien cardiothoracique après la démission de la Dr. Erica Hahn, mais elle décline l'offre. |                |           |                  |
| |                |           |                  |
| Dr Rebecca Swender | Kimberly Elise | 5         | 3                |
| Le Dr Swender, médecin spécialiste en oncologie chirurgicale chargé de superviser le traitement du cancer d'Izzie Stevens, serait la meilleure oncologue chirurgicale de l'État de Washington. Elle est partisane de l'utilisation de l'IL-2 en tant que traitement du cancer, citant son succès lorsqu'un patient, qui n'avait initialement que trois mois à vivre, utilise le traitement et survit deux ans de plus. Le patient, cependant, succombe aux complications de la nature inhérente de l'IL-2, qui affecte Swender et jette le doute sur ce protocole de traitement. |                |           |                  |
| |                |           |                  |
| Dr Margaret Campbell | Faye Dunaway   | 5         | 1                |
| Margaret Campbell, première chirurgienne du Seattle Grace, est titulaire en chirurgie générale. Avec 40 ans d'expérience en chirurgie, elle est considérée comme une pionnière et est l'une des chirurgiennes les plus respectées de l'hôpital. Elle a travaillé avec Ellis Grey. En raison d'une complication provoquée par une intestin lacérée lors d'une cholécystectomie de routine, Campbell se retire après avoir effectué sa dernière intervention chirurgicale pour réparer "la négligente l'erreur". |                |           |                  |
| |                |           |                  |
| Dr Robert Stark | Peter MacNicol | 7         | 7                |
| Robert Stark, chirurgien pédiatrique incompétent, a été nommé chef par intérim de la chirurgie pédiatrique après le départ d'Arizona Robbins en Afrique. Sous contrat pour un an, Stark continue d’assumer les fonctions de chef de département jusqu'au retour de Robbins. Décrit comme un médecin paresseux, il représente l'antithèse des chirurgiens habituels du Seattle Grace / Mercy West Hospital. Stark n'est pas apprécié par la plupart des employés de l'hôpital, notamment Alex Karev. April Kepner est la seule exception, plus tard, il tente de sortir avec elle avec peu de succès. |                |           |                  |
| |                |           |                  |
| Dr Lucy Fields | Rachael Taylor | 7         | 8                |
| Lucy Fields, titulaire en obstétrique, en gynécologie et chercheuse en médecine maternelle et fœtale au Seattle Grace Mercy West, est décrite comme «sacrément bonne dans son travail». Elle a étudié à l'école de médecine de Harvard et a terminé sa résidence en obstétrique / gynécologie au centre médical de l'université de Duke. Lucy est l'obstétricienne de Callie Torres et montre qu'elle est à la fois dure, ironique et empathique, en particulier lorsqu'elle traite Torres et son équipe de soutien: Mark Sloan et Arizona Robbins. Elle semble avoir un léger béguin pour Alex Karev et ils commencent à construire une relation. À la suite de l'accident de voiture de Callie, Lucy est mise de côté pour la soigner car elle est jugée non en mesure de traiter les cas de grossesse traumatique. Elle est alors remplacée par Addison Montgomery. Alex rompt avec Lucy lors du final de la saison 7 et elle s'en va soigner les enfants en Afrique. |                |           |                  |
| |                |           |                  |
| Dr Nicole Herman | Geena Davis    | 11, 14    | 14               |
| Nicole Herman est nommée chef de la chirurgie fœtale à l'hôpital Grey Sloan Memorial. Arizona travaille avec elle en tant que boursière pour se spécialiser en chirurgie fœtale. Il est alors révélé qu'Herman a une tumeur au cerveau inopérable et qu'il ne lui reste que 6 mois à vivre. En conséquence, elle décide d'utiliser cette période pour enseigner la chirurgie fœtale à Arizona, car il s'agit d'un nouveau domaine. Quand Amelia informe Herman qu'elle pense pouvoir enlever la tumeur, Herman rejette cette idée avant de décider qu'il s'agit de la meilleure solution. Amelia opère et, malgré quelques complications, enlève avec succès la tumeur d'Herman. Cependant, Herman ne se réveille pas après l'opération, ce qui pousse Amelia à rechercher la cause. Une IRM montre des signes d'un accident vasculaire cérébral, et quand Herman se réveille enfin, bien qu'elle soit pleinement consciente de son environnement et ne montre aucune perte de facultés mentales, elle devient complètement aveugle. Après sa sortie de l'hôpital, Herman se rend dans un institut pour aveugle, où elle apprend à vivre son quotidien d'aveugle. Dans la saison 14, Herman retourne à l'hôpital, craignant que sa tumeur ne soit revenue, mais il s'avère simplement qu'il s'agit d'une accumulation de liquide céphalo-rachidien. Herman offre ensuite à Arizona une occasion extraordinaire de créer le Centre Robbins-Herman pour la santé des femmes, qui sera construit à New York. |                |           |                  |
| |                |           |                  |

#### Résidents
| Nom | Acteur/Actrice | Saison(s) | Nombre d'épisode |  |
| --- | -------------- | --------- | ---------------- |  |
| Dr Sydney Heron | Kali Rocha     | 2, 3, 4   | 8                |  |
| Sydney Heron, résident de cinquième année en chirurgie générale au Seattle Grace, est réputée pour sa personnalité extrêmement joyeuse. Elle apparaît initialement comme remplaçante de Miranda lorsque Miranda Bailey est en congé de maternité. Elle se heurte à Cristina Yang, qui trouve l'attitude positive de Sydney insupportable. Plus tard, elle remplit les fonctions de conseillère auprès d’Izzie Stevens et révèle que sa personnalité heureuse provient en fait d’une dépression nerveuse. Sydney est en lice pour devenir résident en chef, mais perd contre Callie Torres, qui est ensuite remplacée par Bailey. Sydney va à un rendez-vous avec Derek Shepherd, mais le laisse tomber quand elle décide qu'il n'est pas prêt pour le genre de relation dont elle a besoin. |                |           |                  |  |
| |                |           |                  |  |
| Dr Reed Adamson | Nora Zehetner  | 6         | 10               |  |
| Résidente qui était auparavant à l'hôpital Mercy West avant la fusion de l'hôpital, Reed Adamson est une amie proche de Charles Percy et d'April Kepner. Elle semble être attirée par Alex Karev et couche une soirée avec Mark Sloan. Gary Clark lui tire une balle dans la tête lors du final de la saison 6, elle est la première victime de la fusillade. |                |           |                  |  |
| |                |           |                  |  |
| Dr Charles Percy | Robert Baker   | 6, 8, 12  | 13               |  |
| Charles Percy est un résident en chirurgie de l'hôpital Mercy West.. Il est amoureux de Reed Adamson, bien qu'il ne le lui dise jamais. Percy est tué par Gary Clark lors du final de la saison 6 et, malgré les efforts de Miranda Bailey pour le sauver, il meurt. Il reprend son rôle dans la saison 8 dans "Et si..." et plus tard dans la saison 12 dans "Autopsie d'un mariage". |                |           |                  |  |
| |                |           |                  |  |

#### Internes
| Nom | Acteur/Actrice    | Saison(s)          | Nombre d'épisode |
| --- | ----------------- | ------------------ | ---------------- |
| Dr Steve Mostow | Mark Saul         | 4, 5, 6, 7, 8      | 38               |
| Steve Mostow est l'interne en chirurgie de Cristina Yang, qui l'appelle "2". Cristina envisage de "le donner" à George O'Malley lorsqu'il passera finalement ses examens médicaux. Steve autorise les autres internes à pratiquer une anesthésie épidurale sur lui et à introduire un cathéter dans ses organes masculins. En conséquence, il ne peut pas bouger pendant un moment et n'est pas présent à l'opération de Sadie. Cristina découvre l'opération, après quoi Steve est mis en probation avec les autres internes. Steve couche plus tard avec la petite amie de l'interne Pierce, Megan, et elle tombe enceinte. Steve et Megan se marient et on en conclut que c'est lui le père. Au cours de la fusion, Megan est licenciée, mais Steve conserve son poste, bien que Megan soit ultérieurement réengagé par Derek Shepherd. |                   |                    |                  |
| |                   |                    |                  |
| Dr Graciela Guzman | Gloria Garayua    | 4, 5, 6            | 17               |
| Graciela Guzman est une interne en chirurgie sous la responsabilité d'Izzie Stevens, qui envisage de la donner à George O'Malley, mais la garde finalement. Graciela est une étudiante qui mange beaucoup de chocolat quand elle est nerveuse. Dans l'épisode "Idées noires pour nuit blanche", elle est la seule à ne pas participer à l'opération des internes sur Sadie parce qu'elle estime que c'est une mauvaise idée. Néanmoins, elle est mise en probation avec les autres internes. |                   |                    |                  |
| |                   |                    |                  |
| Intern Pierce | Joseph Williamson | 4, 5, 6            | 23               |
| Pierce est un interne en chirurgie sous la responsabilité d’Alex Karev, qui envisage de le donner à George O'Malley simplement parce qu’Alex déteste comment son nom sonne. Pierce a affronté Alex à plus d'une occasion, par exemple lorsqu'il appris sa peine avec les autres internes à la suite de l'opération de Saddie Harris, il expliqua qu'Izzie Stevens avait tué un homme et avait été pardonné. Alex répond en l'attaquant physiquement. Plus tard dans la saison, Pierce et Steve se disputent contre Megan, la petite amie de Pierce, qui a couché avec Steve pendant une rupture. Elle épouse finalement Steve après avoir appris qu'il est le père de son bébé. |                   |                    |                  |
| |                   |                    |                  |
| Dr Ryan Spalding | Brandon Scott     | 5, 6               | 15               |
| Un interne en chirurgie sous la responsabilité de Cristina Yang, qui envisage de le donner à George O'Malley, Ryan Spalding apparaît pour la première fois dans l'épisode "Les Quatre Petits Cochons". Dans l'épisode "Idées noires pour nuit blanche", Ryan est l'un des internes en chirurgie opérant sur Sadie Harris. Il est laissé seul dans un bloc opératoire, tandis que les autres vont chercher de l'aide. Il est mis en probation avec les autres internes après la presque mort de Sadie dans l'opération. |                   |                    |                  |
| |                   |                    |                  |
| Dr Megan Mostow | Molly Kidder      | 4, 5, 6            | 25               |
| Megan Mostow (née Nowland) est une résidente et ancienne interne de Meredith Grey, qui envisage de la donner à George O'Malley. Elle a une relation avec l'interne Pierce, qui se termine quand elle a une liaison avec Steve qui aboutit à une grossesse. Au cours de la fusion de l'hôpital, le chef la renvoie par courrier électronique. Elle décide ensuite de poursuivre l'hôpital en justice, estimant que son licenciement est lié à sa grossesse. Elle est ensuite réengagée par Derek Shepherd, qui pense qu'elle a été congédiée injustement et mérite une chance. |                   |                    |                  |
| |                   |                    |                  |
| Intern Laura | Candice Afia      | 4, 5, 6            | 25               |
| Ancienne interne en chirurgie sous la responsabilité d'Alex Karev, Laura est réprimandée par Izzie Stevens lorsqu'elle se moque d'un patient présentant une déformation faciale. |                   |                    |                  |
| |                   |                    |                  |
| Dr Sadie Harris | Melissa George    | 5                  | 8                |
| Interne et ancienne meilleure amie de Meredith, Sadie Harris a tendance à s'automutiler et quitte plus tard Seattle Grace après que ses connaissances et son expertise médicales ont été remises en question. |                   |                    |                  |
| |                   |                    |                  |
| Dr Norman Shales | Edward Herrmann   | 4                  | 3                |
| Un interne d'un certain âge en chirurgie assigné à Alex Karev alors en deuxième année, Norman Shales est un ancien pharmacien qui, en raison de son âge, est souvent pris comme le médecin en chef par les patients. Il a depuis été transféré en psychiatrie. |                   |                    |                  |
| |                   |                    |                  |
| Dr Heather Brooks | Tina Majorino     | 9, 10              | 22               |
| Heather Brooks, interne de la saison 9, couche brièvement avec Alex Karev, qui a des relations sexuelles avec plusieurs internes à la fois. Ses réflexes rapides contribuent à ce qu’elle soit choisie par Derek Shepherd pour suivre des cours dans le domaine de la neurochirurgie. Heather décède des suites de complications dans la saison 10 après avoir été électrocutée alors qu'elle tentait de retrouver Richard Webber. Elle le trouve dans une piscine d'eau et marche sur l'eau avant de réaliser que des fils électriques était dans l'eau. Après qu'elle a été retrouvée, Derek et Shane Ross opèrent et parviennent à évacuer son hématome sous-dural, mais son cerveau gonfle et elle meurt en raison d'une pression intracrânienne élevée.                                                                               |                   |                    |                  |
| |                   |                    |                  |
| Dr Levi Schmitt | Jake Borelli      | 14, 15             | 18               |
| Nouvel interne introduit au cours de la saison 14, Levi Schmitt est largement connu pour être l'interne dont les lunettes sont tombées dans un patient lors d'une opération. Il couche le temps d'une soirée avec Jo Wilson, mais sa relation avec elle se termine quand elle se remet avec Alex Karev. Levi commence son internat, inquiet pour sa réputation entachée, mais Meredith Grey lui assure que les gens ne pensent pas à lui comme ça. Dans la saison 15, Levi entame une relation avec le nouvel orthopédiste Nico Kim et se montre gay. Avec cette nouvelle relation, Levi devient plus confiant. |                   |                    |                  |
| |                   |                    |                  |
| Dr Sam Bello | Jeanine Mason     | 14                 | 12               |
| Une nouvelle interne de la saison 14 qui découvre que son ex-petit ami, Andrew DeLuca, travaille également au Grey-Sloan. En dépit de tous leurs efforts pour ne pas retomber dans leur relation toxique, Sam et Andrew finissent par coucher à nouveau ensemble. Dans l'épisode de la saison 14 "La Fin d'un rêve", Sam risque de se faire déporter au Salvador par l'agence fédérale de police aux frontières des États-Unis (ICE) parce qu'elle avait brûlé un feu rouge. Pour sauver la carrière médicale de Sam et éviter toute déportation, Meredith Grey envoie Sam continuer sa résidence à l'Institut Klausman pour la recherche médicale à Zurich, dirigé par Cristina Yang, mettant ainsi fin à la relation de Sam avec Andrew.                                                                                                 |                   |                    |                  |
| |                   |                    |                  |
| Dr Casey Parker | Alex Blue Davis   | 14, 15             | 13               |
| Un autre nouvel interne de la saison 14 qui possède également une grande habileté dans le piratage informatique. Ses capacités sont utiles lorsqu'un pirate informatique anonyme pénètre dans le système informatique du Grey Sloan et ferme toute source d'électricité et de données, provoquant un chaos parmi les médecins et les patients; Parker est en mesure de mettre fin à cette situation en piratant la personne. C'est alors qu'il révèle à Miranda Bailey qu'il a utilisé ses connaissances en informatique pour changer de sexe sur son permis. |                   |                    |                  |
| |                   |                    |                  |
| Dr Vikram Roy | Rushi Kota        | 14, 15             | 14               |
| Un interne de la saison 14 qui est arrogant et très confiant dans ses compétences en chirurgie. Malgré cela, il n’est pas meilleur que ses pairs et montre ne pas bien tenir face à la pression. Durant la crise de foi d'April Kepner, elle commence à coucher avec Roy. Dans l'épisode de la saison 14 "Ça plane pour moi", Richard Webber le renvoie après avoir tenté d'opérer sous l'influence du cannabis. Roy tente de poursuivre en justice pour licenciement abusif, et Miranda Bailey le réemploie finalement en vertu de l’entente qu’il sera étroitement surveillé par elle au cours de la prochaine année. Alex Karev le vire ensuite une deuxième fois lorsqu'il cause la mort d'un patient. |                   |                    |                  |
| |                   |                    |                  |
| Dr Taryn Helm | Jaicy Elliot      | 14, 15, 16, 17, 18 | 17               |
| Une nouvelle interne introduite dans la saison 14. Elle se lie d'amitié avec un autre interne, Levi Schmitt, et est souvent impliquée dans ses actions embarrassantes. Helm se passionne pour Meredith Grey et, pendant le mariage de Jo et Alex, elle se saoule et dit presque à Meredith qu'elle est amoureuse d'elle. |                   |                    |                  |
| |                   |                    |                  |
| Dr Dahlia Qadri | Sophia Taylor Ali | 14, 15             | 12               |
| Une nouvelle interne de la saison 14 qui est fière de sa religion et la montre en portant religieusement un hijab. Elle est attirée par Jackson Avery et, quand elle a la chance de travailler à son service, trébuche sur ses mots devant lui. |                   |                    |                  |
| |                   |                    |                  |
| Dr Lucas Adams | Niko Terho        | 19                 | 20               |
| Un nouvel interne fait son apparition à la saison 19 et, contre toute attente, fait partie de la célèbre famille des Shepherd. Étant un nom très reconnu dans le domaine médical mais également au sein de l'Hôpital Grey-Sloane, ce dernier décide de ne pas utiliser ce nom et de tenter de créer sa carrière sans faire références à ses liens familiaux. |                   |                    |                  |

1. ↑  AlloCine, « Grey's Anatomy sur TF1 : Lucas, Simone, Blue... qui sont les nouveaux personnages de la saison 19 ? », sur AlloCiné, 26 avril 2023 (consulté le 19 décembre 2023)